# 日産自動車
日産自動車株式会社（にっさんじどうしゃ、英: NISSAN MOTOR CO.,LTD.）は、神奈川県横浜市西区に本社を置く、日本の自動車メーカー。
2025年2月現在の筆頭株主はルノー、日産は三菱自動車工業の筆頭株主である。ルノー・日産・三菱自動車の3社で「ルノー・日産・三菱アライアンス」を形成している。春光グループの春光会、芙蓉グループの芙蓉懇談会の会員企業である 。日経平均株価及びTOPIX Large70の構成銘柄の一つ。

## 概説
本社は横浜市西区高島一丁目1番1号にある（日産グローバル本社）。
規模
連結子会社に、委託製造会社である日産車体、日産自動車九州、愛知機械工業、ジャトコ、日産工機など多数擁する、2025年現在で 在外（国外）連結子会社が計138社あり、連結子会社は合計233社に及ぶ。
従業員数は2023年9月30日現在、単独で2万3525人、連結子会社も含めると13万1719人に及ぶ。
資本関係・提携関係
1990年代後半から日産が経営危機に陥ったことを契機に、フランスのルノーと資本提携を結び、ルノーは同社の筆頭株主としてカルロス・ゴーンを送り込んでリストラなどの経営再建を図った。そのため、ルノーが日産の発行済み株式の約44%を所有して日産に対し強い議決権を持つに至り、日産に役員を送り込むなどしており、両社はさまざまな経営資源を融通し合うことで競争力を高めるアライアンス関係にあった。その後、2023年（令和5年）以降はルノーから日産への出資比率は15%に引き下げられ、対等な資本関係となった。
製品とブランド
主に北アメリカなど国外では高級車ブランドのインフィニティ（Infiniti）を展開している。
海外では特にSUVと小型車、ピックアップトラックに強みを持っており、日産の2021年（令和3年）のグローバル販売台数は382万台、グローバル生産台数は338万台である。
日本の自動車メーカーではいち早く電動化技術に対応し、2022年（令和4年）7月以降、日本国内向け二次電池式電気自動車は日産リーフをはじめ、日産アリア、日産サクラの3車種に上る。また、日産独自のシリーズハイブリッドシステムである、e-POWERを様々な車種に搭載している。
また日産は、ルノーの車種を「日産」ブランドで販売している（ルノー・ジャポンは日産グローバル本社の社屋内に籍を置く）。
自動車市場での順位
2025年1月現在、国内自動車メーカーでは首位のトヨタ自動車、2位の本田技研工業に次ぐ3位である。
2010年（平成22年）の世界販売台数は400万台の大台を超えたが、日本の自動車メーカーとしてはトヨタ自動車に次いで第2位だった。順位がピークだったのは2017年で、2017年（平成29年）の上半期には、ルノー、三菱自動車と合わせた世界販売台数でグループ第1位を獲得した。だが、ここ数年の国内の登録車台数は、1位のトヨタ自動車、2位の本田技研工業に次ぐ第3位となっている。
他
女性活躍推進に優れている企業を選定・発表している経済産業省と東京証券取引所との共同企画である｢なでしこ銘柄｣に第一回（2012年度）から連続して選定されている（2017年度まで）。

## 歴史

### 日産自動車の興り
1905年に、鮎川義介が最先端技術であった鋳物技術の習得へ渡米した際に、米国工業の頂点に自動車工業があると見たことに端を発する。
義介の帰国後、大叔父の井上馨の斡旋により、親戚の久原家、貝島家、藤田家、三井家の出資を受け、1910年に福岡県戸畑市（現在の北九州市戸畑区）において戸畑鋳物株式会社（現在のプロテリアル、旧日立金属）を創設し、義介が専務技師長となり鋼管製造の傍ら、1924年には農業用・工業用・船舶用石油発動機製造販売へ事業を発展させた。戸畑鋳物東京製作所（深川）を新設し1929年（昭和4年）に自動車用マレブル鋳鉄製造を始める一方で、久原家が興した久原鉱業の社長に就任して同社を改組し、1928年に日本産業株式会社(略称、日産)とした。後の日本産業コンツェルンの基となる。
戸畑鋳物株式会社の傘下として、1931年にダット自動車製造株式会社を収めるものの、1933年（昭和8年）ダット自動車製造株式会社が、株式会社石川島自動車製作所と合併し自動車工業株式会社（現在のいすゞ自動車）を設立するに際して、戸畑鋳物株式会社がダットサンの商標と製造権、および、大阪工場を無償で譲り受け、日本産業株式会社の出資を加えて同年12月に、新ためてダットサンの製造のために神奈川県横浜市神奈川区に自動車製造株式会社を設立する。同社を、翌1934年（昭和9年）に日産自動車株式会社と改称したのが、興りである。
1936年（昭和11年）9月14日、自動車製造事業法に基づき豊田自動織機製作所とともに政府から自動車製造許可を受けた。
なお、先の自動車工業株式会社は、橋本増治郎が1911年に設立した快進社がルーツであり、1914年に誕生したダット号が初の自動車の開発・製造であった。しかし、ダットサンの知財と大阪工場を得たのは日産であった。
創業期より先進技術の吸収に積極的で、日産自動車は日本フォードや日本ゼネラル・モータースなみの大型乗用車を製造するため、1936年にアメリカのグラハム・ペイジから設計図や設備などを購入し、また戦時中の技術的空白を埋めるため、1952年にイギリスのオースチンと技術提携している。
1958年には、当時世界で最も過酷なオーストラリア大陸一周ラリーに自社開発のダットサン・210型で出場してクラス優勝を飾り、1960年には業界初のデミング賞を受賞するなど、創業時より技術力の高さから「旗は日の丸、車はダットサン」、「技術の日産」として親しまれ、故障が少なく高速走行を得意としたことで医者の往診に愛用されたことから「医者のダットサン」としても親しまれた。

### プリンス自動車工業との合併と事業拡大
1966年8月1日に、経営難に陥ったプリンス自動車工業を通産省主導により合併。スカイライン、グロリアなどの車種と、中島飛行機・立川飛行機の流れを汲む人材を戦列に加えた。またプリンス自動車工業の宇宙開発事業を承継し宇宙航空事業部を発足させた。1968年には富士重工業とも資本業務提携を行っている。

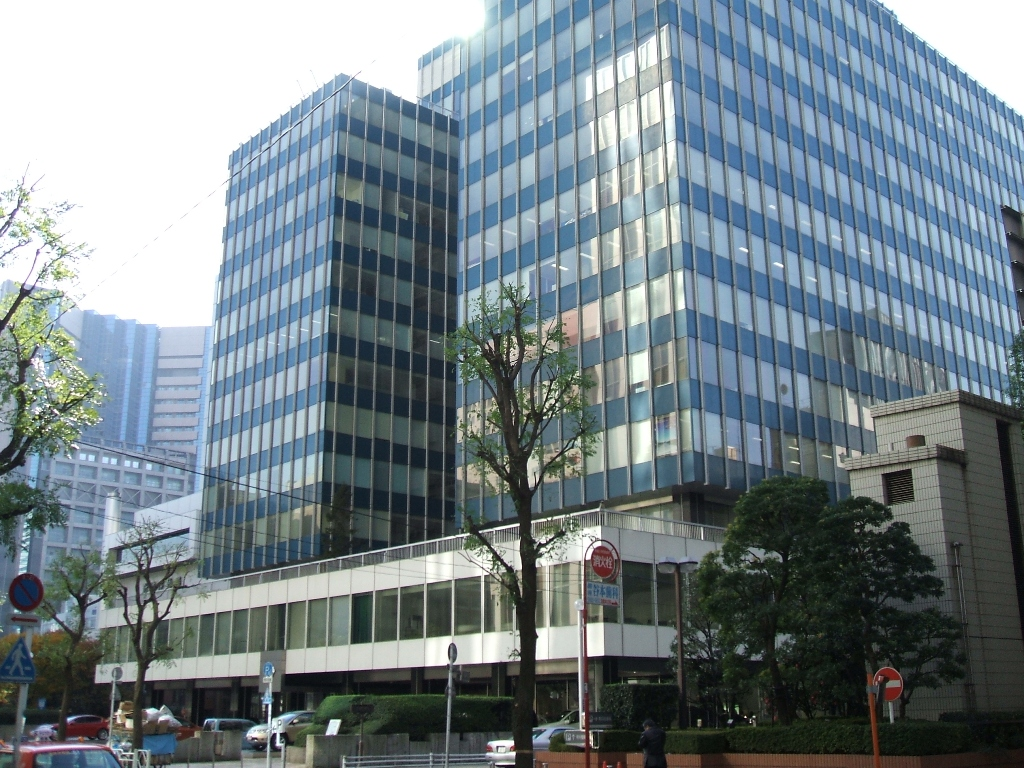
旧本社（東京都中央区銀座六丁目、現存せず）

1968年に本社を神奈川県横浜から東京都中央区銀座六丁目に移転し、自動車業界初のギャラリーとして「日産本社ギャラリー」を開設した。
1973年（昭和48年）の米国環境庁（EPA）の燃費テストでサニーは第1位となり、この間、燃費向上のための高張力鋼板およびボディの防錆性の向上のための亜鉛ニッケルメッキ合金を用いた防錆鋼板（同社では「デュラスチール」と命名）、エンジンの燃焼制御技術の開発からCAD/CAM、産業用ロボットの開発まで、「技術の日産」として先端技術分野の先駆的役割を果たしてきた。
しかし、その反面、戦時中に自動車の配給を独占していた「日本自動車配給株式会社」が戦後に解散となった際、日本国内各地の地元の有力ディーラーの大半がトヨタ自動車販売（現・トヨタ自動車）に組織化されたために販売力でハンデがついてしまい、技術面では「技術の日産」と評されるほどに優位を保っていた反面、販売面ではマーケティングと販売戦略で業界トップとなったトヨタには及ばず、1980年代以降は更にトヨタとの差は広がった。

### 901活動
1980年代には「1990年までに技術世界一になっている」という目標を掲げ、全車種を対象に、エンジン、シャシやサスペンションの設計、走行実験におけるハンドリング評価基準の大幅な底上げなどに力を注いだ「901活動」を行ったことは、製品の品質向上はもとより、日産のブランドイメージを大きく向上させた。
1980年代後半のバブル経済（バブル景気）時代には、パイクカーの第一弾として限定1万台で予約を募ったBe-1は発表から2か月で完売となり、オーナードライバーズカーとしては当時日本唯一の3ナンバー専用高級車であったY31型シーマや、美しさと走りの良さでデートカーとして不動の地位を築いたS13型シルビアなどの大ヒットに牽引され、「Be-1効果」や「シーマ現象」なる流行語まで生まれるほど日産への注目度は高まった。「901活動」のもとで開発されたR32型スカイラインやZ32型フェアレディZなどのスポーツ系車種のみならず、U12型ブルーバードやP10型プリメーラなど、収益を支える量販車種も押し並べて高い評価を得るなど、日本の自動車産業界において存在感を示していた。
しかし、1991年（平成3年）のバブル経済崩壊以降に開発・発売されたU13型ブルーバード（特にEEX/SSS系の4ドアセダン）やC34型ローレル、B14型サニー/B14型ルキノクーペ、S14型シルビア、R33型スカイライン（同R33型GT-Rは除く）、R11型プレセア、N30型ルネッサなどの車種は軒並み販売不振に終わり、低迷の兆しは見え始めていた。

### 1990年代の経営危機・ルノーと資本提携へ
バブル崩壊の影響で、高価格で収益性の高いシーマやセドリック、グロリアなどの高級車の販売が減少した上に、もともと商品企画（いわゆるマーケティング）や販売戦略が不得意な上にヒット車種を数多く出せないこと、さらに過激な組合運動に足を引っ張られ、抜本的なコスト削減もままならないまま財務内容はますます悪化の一途を辿る。「901活動」でコスト上昇を招いた走行実験部やデザイン部を中心としたリストラを断行してもなお1998年（平成10年）には約2兆円もの有利子負債を抱え、経営危機に陥ってしまう。
A32型セフィーロ、E50型エルグランド、K11型マーチ、C23型バネットセレナ（のちのセレナ）などはコンスタントに販売台数を伸ばして日産を支えていたが、軽自動車市場の拡大を背景に、軽自動車を含めた日本国内シェアで、ホンダの後塵を拝するようになり、国内シェア第3位に転落した。
継続的な販売の不振により、2兆円あまりの有利子債務を抱え倒産寸前の経営状態となった1999年3月に、フランスの自動車メーカーのルノーと資本提携（ルノー=日産アライアンス）を結び、同社の傘下に入り更生を図ることとなった。
提携内容は、ルノーが6430億円（約50億ユーロ／330億フランスフラン／54億USドル）を出資し、日産自動車の株式36.8%、および日産ディーゼル工業の株式22.5%を取得するとともに、日産自動車の欧州における販売金融会社も取得するというものだった。

### ゴーン時代

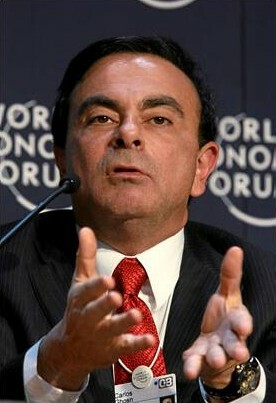
カルロス・ゴーン

ルノーとの提携当初は両社の文化的土壌の違いやラインナップの重複、日産自動車の負債の大きさや労働組合の抵抗などを理由に、同業他社やアナリストをはじめとする多くの専門家がその行き先を危惧した。同年中に日本人社長の塙義一は解任され、ルノーの取締役会長兼CEO（PDG）であったルイ・シュヴァイツァーの指示により同社副社長のカルロス・ゴーンが派遣される。
1999年3月27日にルノーが日産の株式の36.8%を取得し、ルノーと日産の間で資本提携が結ばれ、同年6月、ゴーンはルノーにおける役割を維持したままで、最高執行責任者（COO）として日産に入社した。翌年2000年6月に日産自動車の取締役に就任。さらに2001年6月に日産の最高経営責任者（CEO）に選出された。ゴーンCEOの指揮の下で日産自動車生え抜きの志賀俊之が最高執行責任者（COO）に就任した（2013年11月まで。現在は日産社内でのCOO職は設けていない）。
生産拠点の整理・削減や、経営合理的な判断に基づいての下請けの整理整頓、従業員の削減などであり、ルノーから資金や人員が注入されると同時に、東京都武蔵村山市にあった日産自動車村山工場、京都府宇治市の日産車体京都工場の乗用車製造ライン、愛知県名古屋市港区の愛知機械工業港工場の生産拠点の閉鎖、資産の売却や人員の削減とともに、子会社の統廃合や取引先の統合、原材料の仕入れの見直しなどによってコストを削減した。また、これに先立って宇宙航空事業部が石川島播磨重工業に、富士重工業の株式がゼネラルモーターズにそれぞれ売却され、IHIエアロスペースが設立された。
車種では、シルビアやブルーバードなどが後継機を世に送り出すこともなく生産中止となった。
車種ラインアップの整理と同時にデザインなどを刷新し、積極的な新車投入を行ったことで販売台数を伸ばし、2003年6月には当初の予定から前倒しで負債を完済した。ゴーンは日産自動車の建て直しの手腕が高く評価され、2005年4月からはルノーの取締役会長兼CEO（PDG）も兼任した。
2007年春に、企業誘致に熱心な横浜市の「横浜みなとみらい21（MM21） 地区」66街区に本社社屋の建設を着工。
2008年、サブプライムローン問題に端を発した世界的な金融危機や原油高騰による不況の中、世界販売台数は0.9%増加し、アメリカでは自動車販売台数が18%減少の中、日産は10.9%減にとどまった。
2009年8月2日に「横浜グローバル本社」として竣工した。同年8月7日に、長らく本社のあった東京・東銀座から移転（登記上の本店は、横浜市神奈川区の横浜工場のまま）。当初は、2010年をめどに移転する予定であったが、2009年に横浜開港150周年を迎えるのを機に1年前倒しとなった。この本社立地にあたり、神奈川県から施設整備等助成制度及び横浜市から企業立地等促進特定地域における支援措置を受けることができた。新社屋は建築家谷口吉生の設計によるものとなっている。
なお、東京・東銀座の旧・本社社屋は、読売新聞グループ本社と読売新聞東京本社が建て替えに伴う間の仮本社として2010年9月から2014年1月まで使用していた。この建物は、今後三井不動産が2015年1月の完成を目途に一部改修したうえで、同社の本社機能の一部を移転させるとしている。これは現在の三井不動産本社がある中央区日本橋室町の「三井別館」が、再開発事業により取り壊されるためである。
2012年、ダットサンブランドを復活させASEAN諸国での事業拡大を目指すが失敗。2020年代の経営難の遠因とされる。
2014年、2018年までにルノーとの部品共通化を7割まで拡大すると発表した。
三菱自動車工業との共同開発で軽自動車の販売をしておりekワゴン→デイズとして販売している。
2015年度、2010年代の営業利益のピークを迎える。北米市場の売り上げ増が拡大の原動力となっていたが、内情はモデルチェンジのサイクルを伸ばし、インセンティブの積み増しによる薄利多売が支えていたもので、ピークアウトした2016年度以降はインセンティブの効果も薄れ営業利益が激減していった。モデルチェンジのサイクル延長は、カルロス・ゴーン代表取締役の方針によるものだったとされ、代表取締役が離脱（後述）した後は各国の投入する車種群の見直しが進められた。
2016年4月に三菱自動車の燃費偽装問題が発覚した事に関連し、5月12日に日産が2370億円で三菱自動車の発行済み株式の34%を取得し筆頭株主となり、戦略的アライアンスを締結すると共に、三菱自動車の再建を支援すると発表した。同年10月20日に日産が2370億円で三菱自動車工業の発行済み株式の34%を取得し筆頭株主となり、ルノー・日産アライアンスに加わったことを発表した。2017年9月15日に発表した新6ヶ年計画では三菱を含めてさらにアライアンスを強化し、アライアンス全体のパワートレインの共通化を従来の1/3から3/4に拡大するとしている。
2017年1月、ディー・エヌ・エー（DeNA）と提携し「自動運転タクシー」の開発を進めると発表した（2017年度より「Easy Ride」として実証実験も開始）。
2017年9月29日まで、同社の日本国内の全6工場で生産した21車種について完成検査の一部を未認定の検査員が行っていたことが明らかになり、新車販売を一時停止する事態となった。同年10月6日、新車の完成検査を無資格の従業員が行っていた問題を受け、乗用車など38車種、計約116万台のリコール（回収・無償修理）を国土交通省に届け出た。
2018年11月19日、ゴーン会長が金融商品取引法違反容疑で逮捕された（後述）。日産自動車は同月22日に開かれた臨時取締役会で、同代表取締役のグレッグ・ケリーとゴーンの代表取締役会長職の解任を決議した。

### NISSAN NEXT

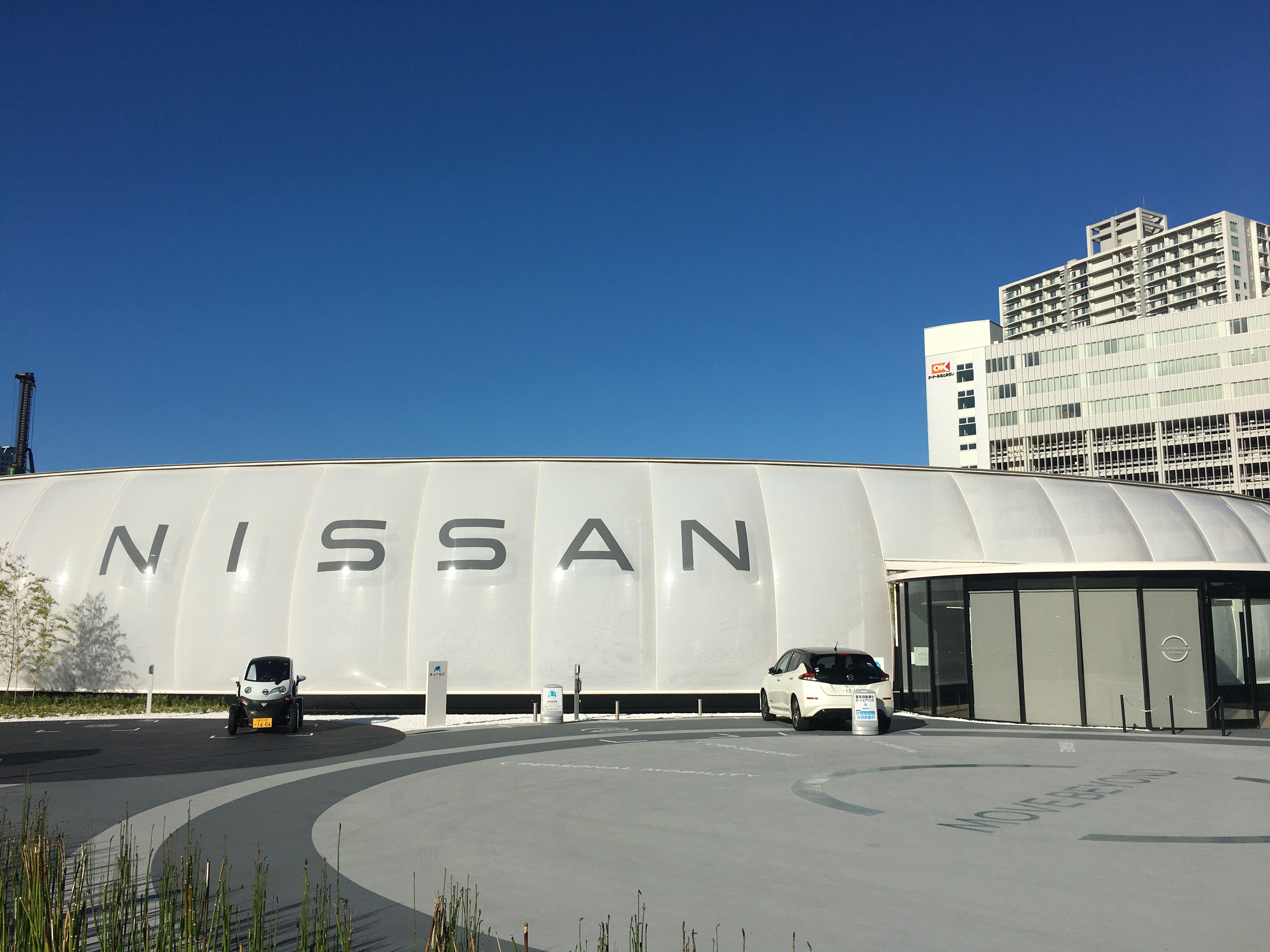
NISSAN PAVILION

2019年2月3日、イギリス北東部のサンダーランド工場で計画していたSUV「エクストレイル」の次期モデル生産を撤回すると発表した。欧州向けを九州の工場で製造するとみられる。
2020年5月28日に発表した2019年度決算で日産自動車は1992年決算以来27年ぶりの巨額の赤字決算に転落した（総額6712億円）。これと同時に事業構造改革計画「NISSAN NEXT（ニッサン ネクスト）」を発表し、コスト削減、過去の過度な値引きに依存した販売体制・老朽車種の刷新、電動化への対応を打ち出した。翌2020年度決算では新型コロナウィルス（COVID-19）の影響により減収減益になってしまったものの、2019年度決算時に掲げた、損益分岐点の引き下げ、生産能力の削減、新型車の導入に成功した。
2020年7月15日、新CIが導入され、ブランドロゴが19年ぶりに一新された（詳細は後節）。また、同年8月1日から10月23日まで体験型エンターテインメント施設「NISSAN PAVILION Yokohama（ニッサンパビリオン）」を横浜みなとみらい地区（61街区）に期間限定開設した。
2022年10月、ルノー、日産の両社は共同声明を発表し、資本関係の見直しとの引き換え条件に、ルノーが欧州で計画する電気自動車（EV）新会社に日産も出資を検討していることを明らかにした。ルノーは現在、日産株43%を保有しているが、資本関係上の「不平等」を疑問視する声は根強く、このため、日産が出資比率の引き下げを改めて要請。ルノーが日産株を15%まで下げ、日産が持つルノー株の15%にそろえるのを軸に協議を進めると伝えられている。
2023年2月6日、日産とルノーは出資比率を15％の対等に揃えることなどを柱とした新たな提携で合意したと発表した。

## 前史

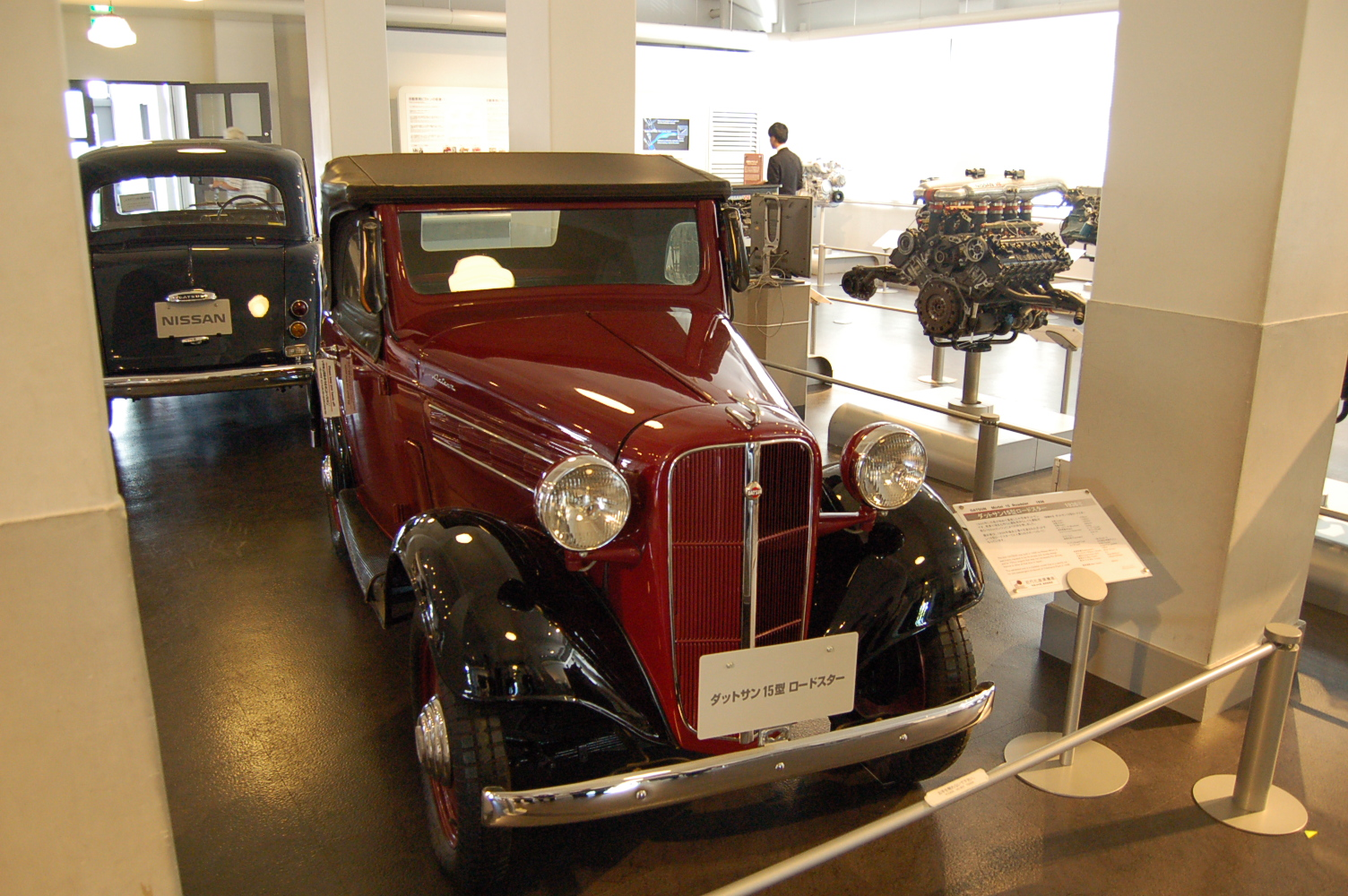
ダットサン15

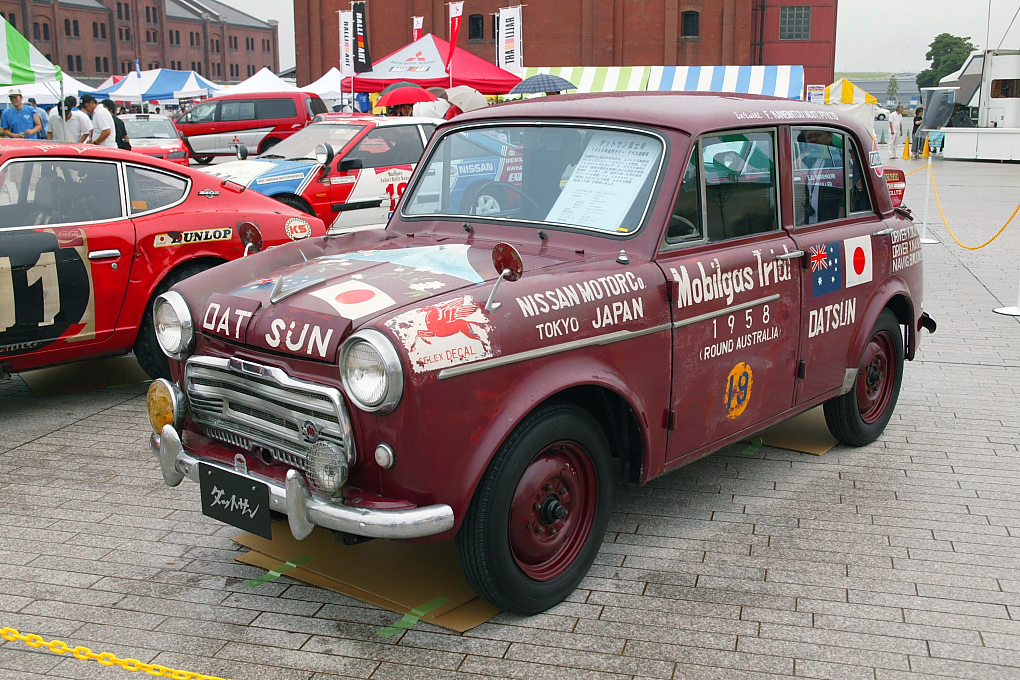
ダットサン1000

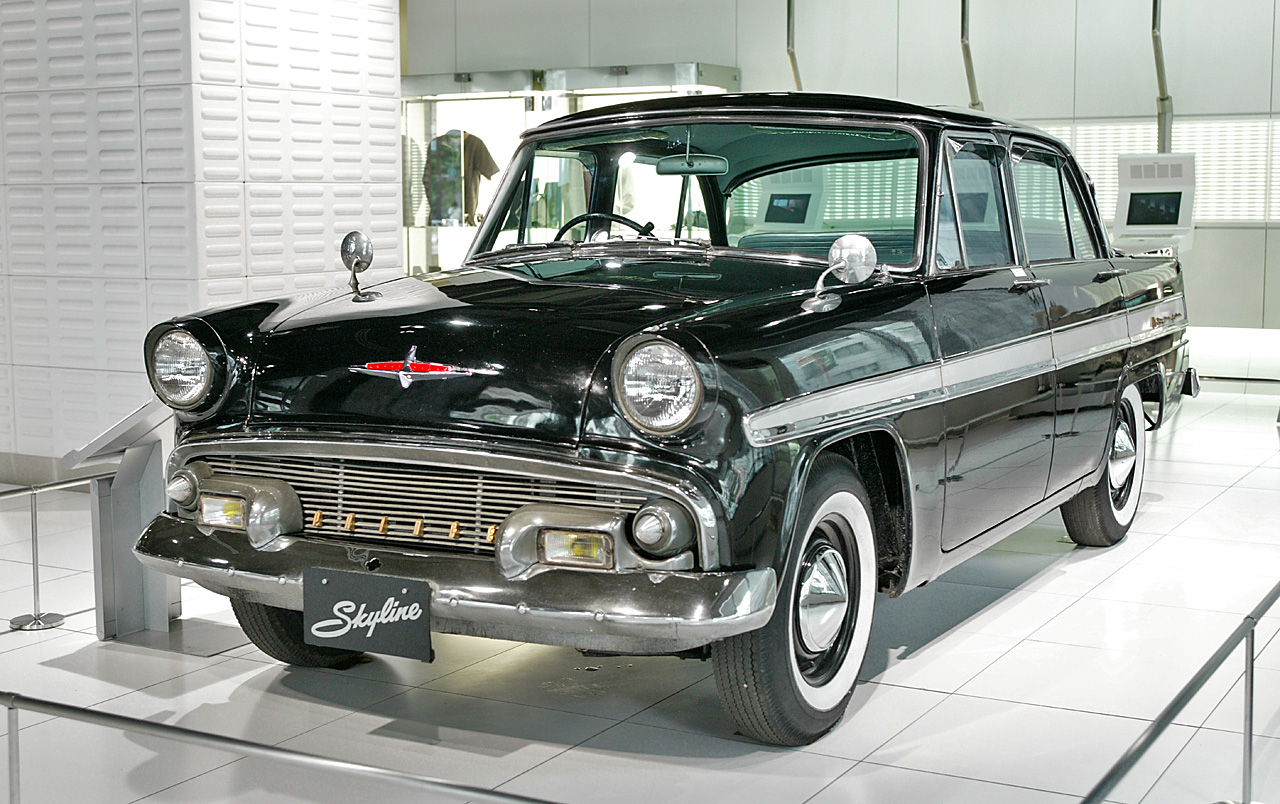
プリンス・スカイライン
（初代）

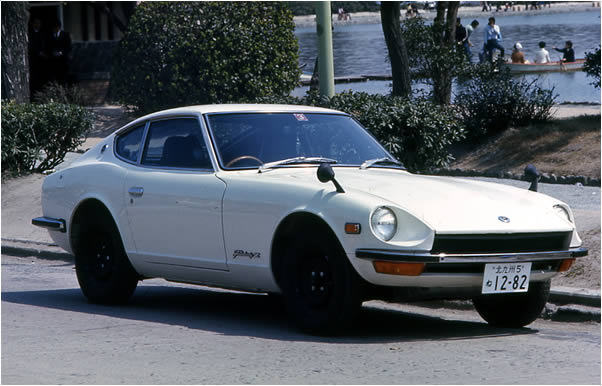
フェアレディZ
（初代S30型系）

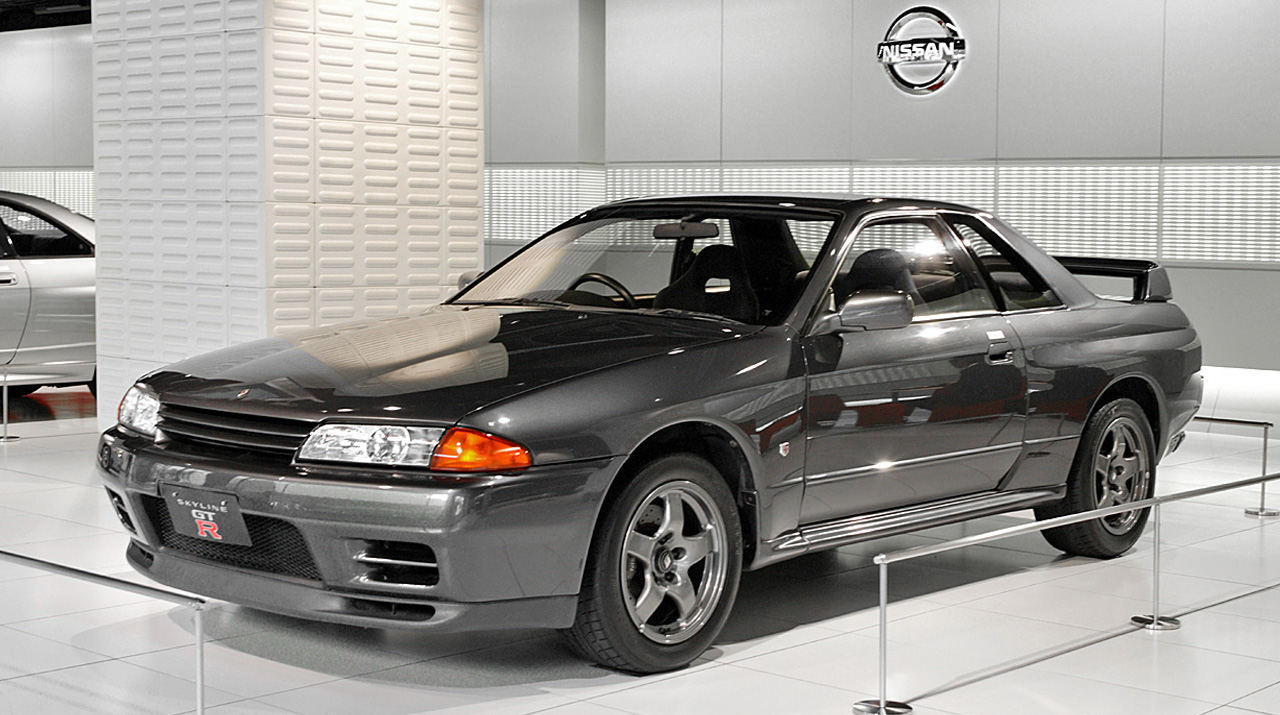
スカイラインGT-R
（BNR32型）

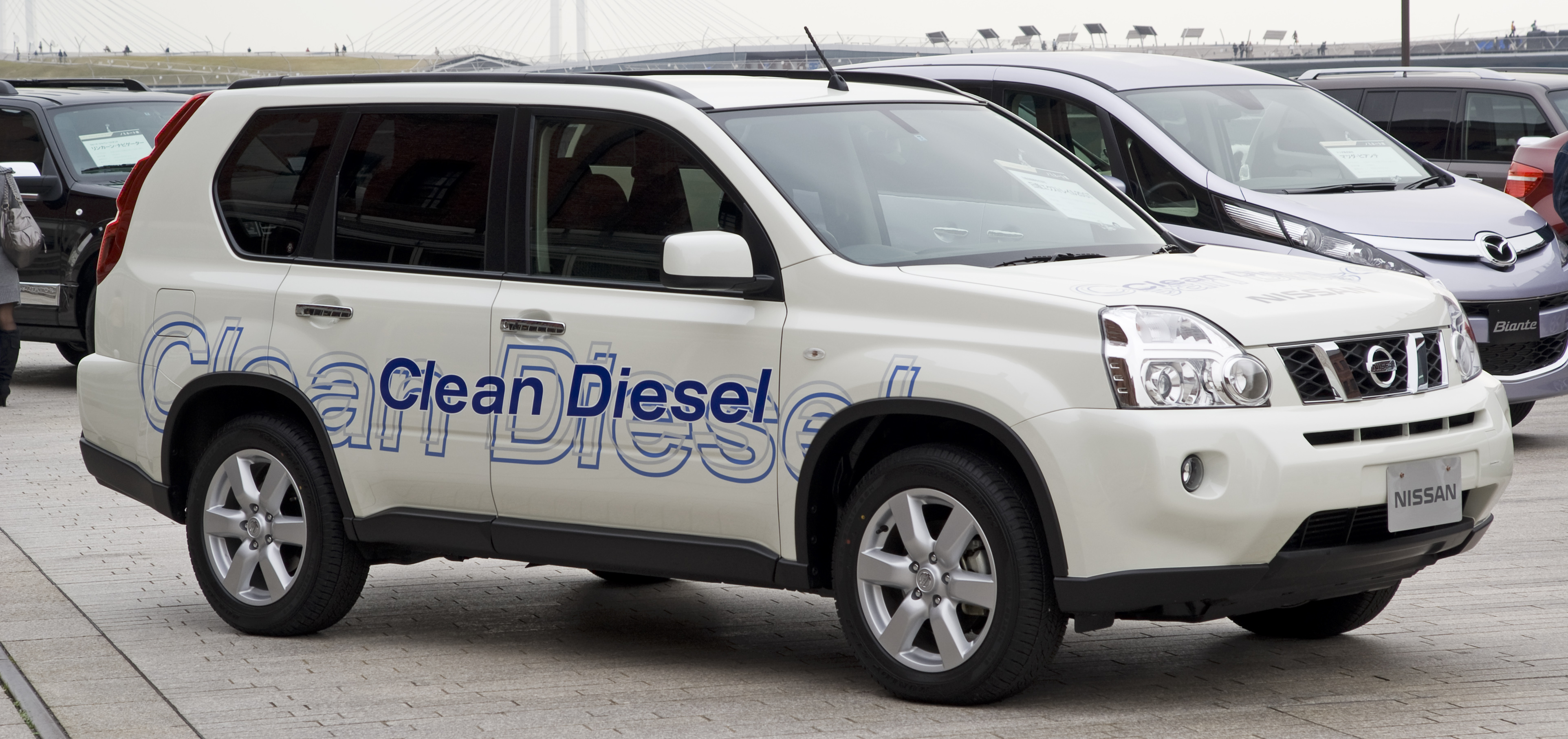
X-TRAIL・クリーンディーゼル
（T31型）

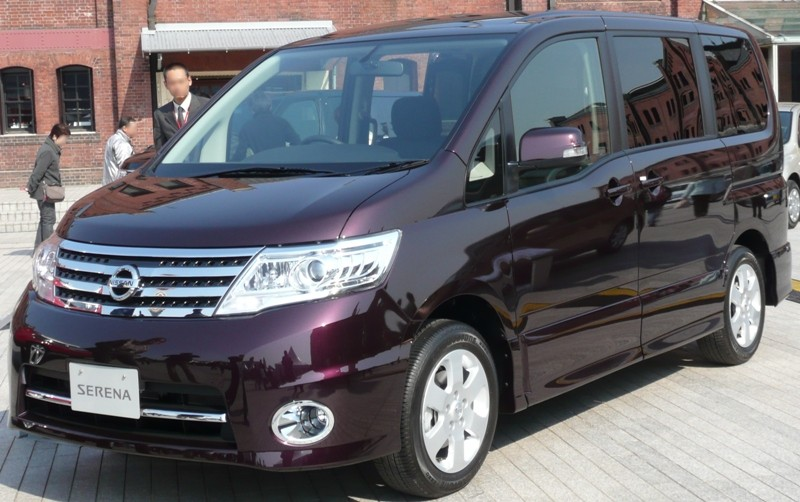
セレナ・ハイウェイスター
（C25型）

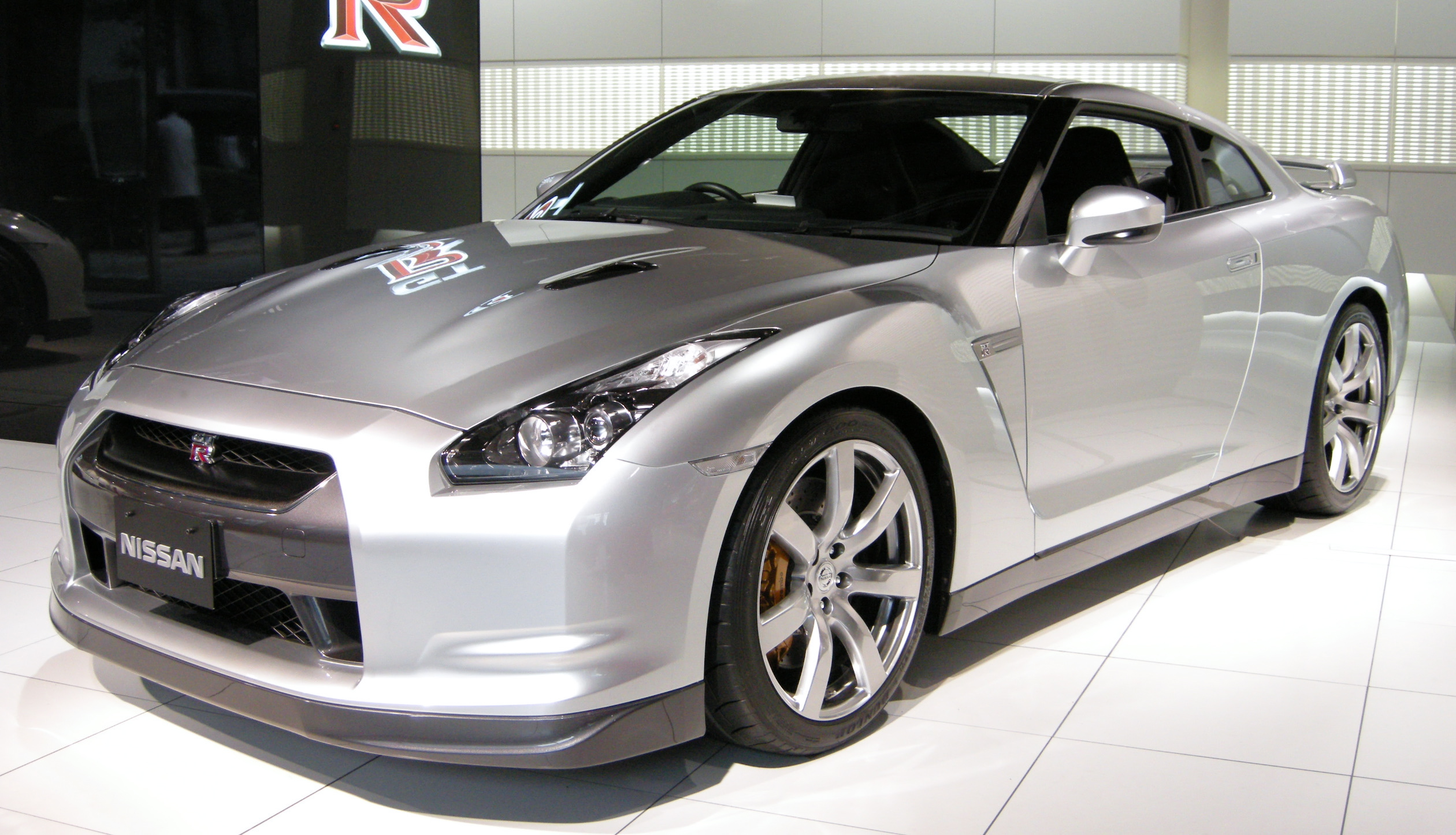
GT-R
（R35型）

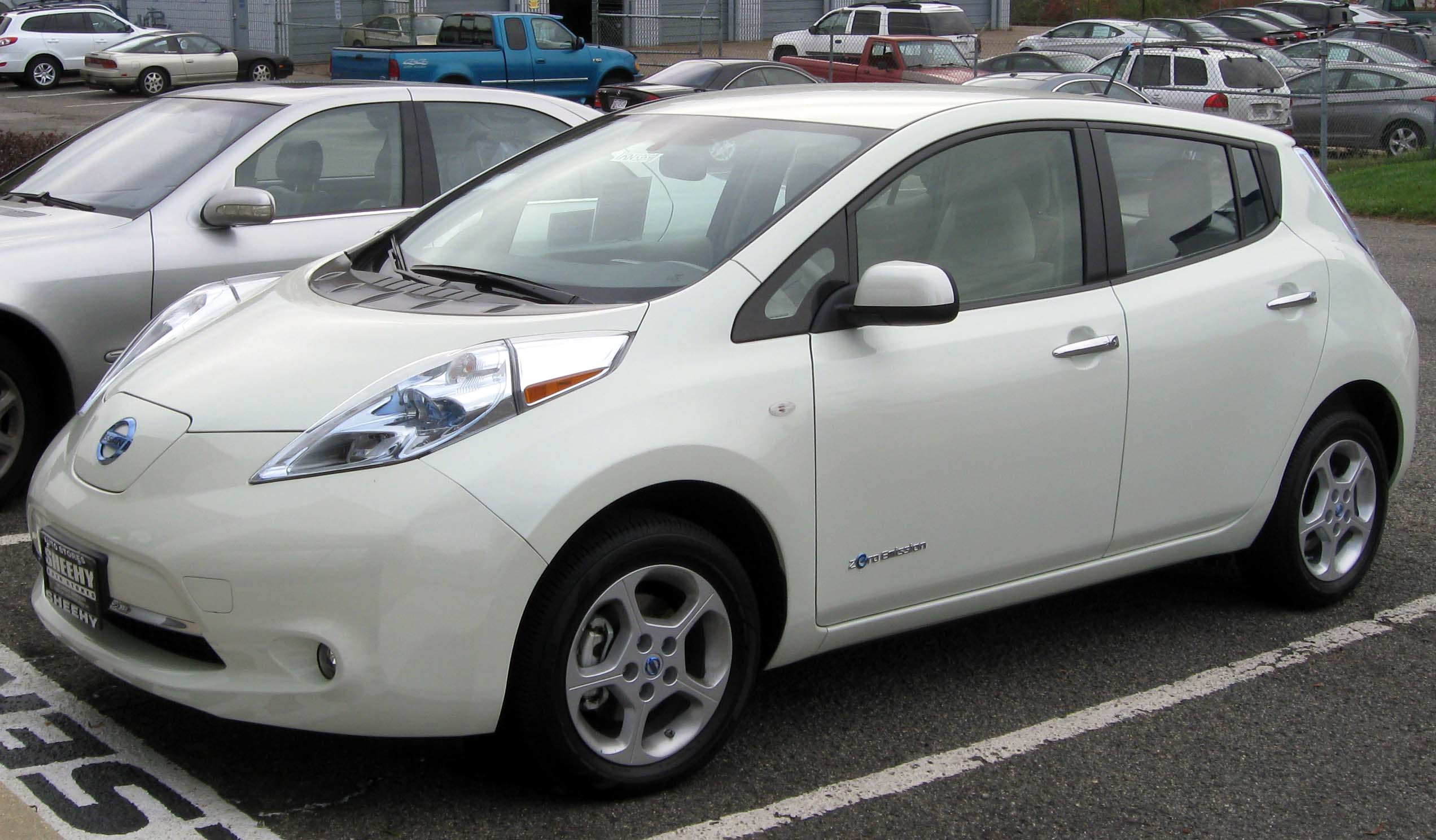
リーフ
（ZE0型）

- 1910年6月25日 - 鮎川義介が福岡県遠賀郡戸畑町（現在の北九州市戸畑区）に戸畑鋳物株式会社を設立。
- 1911年4月 - 橋本増治郎が東京府豊多摩郡渋谷町麻布広尾（現在の東京都渋谷区広尾）に快進社自働車工場を設立。
- 1918年8月 - 東京府北豊島郡長崎村（現在の東京都豊島区長崎）に新設移転し、株式会社快進社を設立。
- 1919年12月5日 - 久保田権四郎らが大阪府大阪市西区南恩加島町（現在の大正区南恩加島）に実用自動車製造株式会社を設立。
- 1925年7月21日 - 株式会社快進社を合資会社ダット自動車商会に改組。
- 1926年
  - 9月2日 - 実用自動車製造株式会社をダット自動車製造株式会社に改組。
  - 12月7日 - ダット自動車製造株式会社が合資会社ダット自動車商会を吸収合併。
- 1928年12月29日 - 持株会社・日本産業株式会社を設立。
- 1931年6月29日 - ダット自動車製造株式会社が戸畑鋳物株式会社の傘下に入る。
- 1933年
  - 3月 - 株式会社石川島自動車製作所がダット自動車製造株式会社と合併し、自動車工業株式会社（現在のいすゞ自動車）を設立。戸畑鋳物株式会社が自動車工業株式会社より旧ダット自動車製造株式会社の小型車部門および大阪工場を譲り受け、戸畑鋳物株式会社自動車部を設立。
  - 10月 - 戸畑鋳物株式会社自動車部が横浜市より神奈川区の埋立地約2万余坪（現在の日産横浜工場敷地）を買い取る。

## 沿革

### 1930年代
- 1933年12月26日 - 日本産業株式会社と戸畑鋳物株式会社の出資により、神奈川県横浜市神奈川区に自動車製造株式会社を設立。鮎川義介が代表取締役社長に就任。
- 1934年
  - 5月 - 横浜工場完成。
  - 6月1日 - 日本産業株式会社の100％出資となり、日産自動車株式会社に商号変更。
- 1937年2月22日 - 日産自動車販売株式会社を設立。

### 1940年代
- 1942年11月9日 - 日産自動車販売株式会社を合併。
- 1943年 - 上海および京城府（現在の韓国・ソウル特別市）の支店を廃止。
- 1944年9月18日 - 本店を東京都日本橋区通一丁目（現在の東京都中央区）に移転。日産重工業株式会社に商号変更。
- 1946年1月14日 - 本店を横浜市神奈川区宝町2番地に移転。
- 1949年8月1日 - 再び商号を日産自動車株式会社に変更。

### 1950年代
- 1952年 - イギリスのオースチン社との技術提携を元にしたオースチン・A40サマーセットのノックダウン生産を開始。
- 1953年12月 - 民生デイゼル工業に資本参加。
- 1955年 - 民生デイゼル工業との折半出資による販売会社・日産民生ジーゼル販売を設立。

### 1960年代
- 1960年12月 - 民生デイゼル工業を日産ディーゼル工業に、日産民生ジーゼル販売を日産ディーゼル販売に商号変更。
- 1966年8月1日 - スカイライン、グロリアを持つ「プリンス自動車工業株式会社」（富士重工業等と共に分割解体された旧中島飛行機の一部で、冨士精密工業の後身）を合併。
- 1967年 - 宮内庁に、初の国産御料車「プリンスロイヤル」を謹製・納入。
- 1968年 - 東京都中央区銀座に本社事務所を移転。日本興業銀行の仲介で富士重工業と資本業務提携を行う。
- 1969年 - 「ダットサン・フェアレディ」の後継車、「日産・フェアレディZ」登場。

### 1970年代
- 1970年 - マリーン事業（プレジャーボート）に進出。
- 1970年代 - 1990年代 - 第二次世界大戦後からシェアを積み上げ、一時はトヨタ自動車につぐ日本国内第2位のシェアを占めていたが、日本国内の日産車のシェアが年々低下の一途を辿り、経営陣と塩路一郎委員長率いる強固な労働組合との激しい抗争が長期に及び、1980年代後半には901活動による車両性能の向上と共に個性的なエクステリアデザインや商品戦略が各界から高く評価されて日産自動車全体のブランドイメージが向上するも、1990年代に入り、バブル景気の崩壊後は財務が悪化した上、デザインや商品戦略などの相次ぐ失敗で販売不振に陥り、経営危機が深刻化する。

### 1980年代
- 1980年
  - 1月 - スペインのモトール・イベリカに資本参加。
- 1981年
  - 7月 - 国内向けの一部車種と日本国外向けの車種に設けられていた「DATSUN」ブランドを廃止して、順次「NISSAN」ブランドへ変更して統一する方針を発表。
  - 1月 - 開発拠点をテクニカルセンター（神奈川県厚木市）に集約。
- 1985年8月 - 社長が石原俊（事務系出身）から久米豊（技術系出身）になり、今までの官僚経営から技術中心の経営、後の901活動を推進する経営へと変えていった。
- 1987年6月19日 - Y31型セドリック・グロリア発売。グランツーリスモ系初設定。大ヒットする。このことにより、後のインフィニティ・Q45の発売を決定する。パイクカー・Be-1限定発売。大ヒットする。
- 1988年 - 日本初の3ナンバー専用車・セドリックシーマ・グロリアシーマを発売。大ヒットとなり、シーマ現象なる言葉ができた。 新ブランドセダン・マキシマ・セフィーロを発売。
- 1989年 - スカイラインGT-Rが復活。フラッグシップセダン・インフィニティ・Q45日米同時発売。アメリカにて高級車専門の「インフィニティ」ブランドを展開。車種は、インフィニティQ45とインフィニティ・M30の2車種であった。

### 1990年代
- 1994年 - 三星自動車（現、ルノーサムスン自動車）への技術支援を行う。
- 1999年3月 - フランスのルノーと資本提携し、ルノー=日産アライアンスを結成しルノーの傘下になる。6月にルノー副社長のカルロス・ゴーンが最高執行責任者（COO）に就任し、経営再建計画である「日産リバイバルプラン」を発表した。

### 2000年代
- 2000年 - フェアレディZ生産中止。Zの名前が2年近く消滅する。
- 2001年 - ゴーンが6月に社長兼最高経営責任者（CEO）となる。
- 2002年 - スズキより、軽自動車「MRワゴン」のOEM供給を受け、「モコ」として発売開始。軽自動車市場へ参入を果たし、ゴーンが「日産リバイバルプラン」の目標達成を宣言した。また、フェアレディZが2年ぶりに復活する。
- 2003年
  - 2月 - セフィーロを廃止し、前年に廃止となったローレルとの統合後継車としてティアナを投入。
  - 10月 - 日産ディーゼル工業と小型トラックの合弁会社「日産ライトトラック」を設立。
- 2004年9月 - サニーを廃止し、ティーダを発売。10月、セドリック・グロリアを廃止し、フーガを発売。12月、リバティを廃止し、ラフェスタを発売。
- 2005年
  - 4月より従来の販売会社別での取扱車種を撤廃、全販売会社（レッドステージ&ブルーステージ）ですべての車種の購入が可能となる。
  - 経営再建中の三菱自動車工業との包括的な事業提携。それに伴い、事業提携の一環として三菱製軽自動車eKワゴンのOEMとしてオッティを投入。
  - 4月にゴーンが親会社のルノーの取締役会長兼CEO（PDG）に就任、日産の会長兼CEOも兼任する。
  - 9月に、ゴーンが進めてきた日産180を終了。
- 2006年
  - 6月 - グローバル生産累計台数1億台突破。
  - 9月 - 日産ディーゼル工業（現:UDトラックス）の全ての株式をABボルボへ売却し、資本関係を消滅。
- 2007年12月 - スカイラインの中の１グレードから独立して、新たな道を歩む車種として日産GT-Rを販売開始。
- 2008年 - 環境省の「エコファースト制度」に認定。
- 2009年8月 - 本社所在地を東京都中央区銀座から横浜市西区に移転。登記上の本店は従来通り横浜市神奈川区宝町である。

### 2010年代
- 2010年
  - 10月1日 - 産業機械事業部が独立、日産フォークリフト株式会社（現：ロジスネクストユニキャリア株式会社）となる。
  - 12月 - 量産型専用車種としては世界初となるEV、リーフを発表・発売開始。
- 2011年
  - 3月11日 - 東日本大震災の影響で、いわき工場と栃木工場の被災とサプライヤーの工場の被災により全工場の生産が一時ストップするが順次復旧を果たし、「今こそ、モノづくりの底力を。」のキャッチフレーズが起用される。
  - 6月1日 - 日産自動車・三菱自動車工業の軽自動車事業に関わる合弁会社、株式会社NMKV設立（資本構成は双方50%ずつ）。
- 2012年
  - 4月1日 -「インフィニティ」ブランドの本社機能を香港に移転。
  - 6月29日 - 三菱ふそうトラック・バスと日本市場向け小型トラックの相互OEM供給で基本合意[56]。
- 2013年8月29日 - スズキと軽商用車のOEM供給で基本合意[57]。
- 2016年
  - 4月20日 - OEM供給先の三菱自動車工業の燃費試験の不正問題を指摘。日産・デイズ、日産・デイズルークスの販売停止。
  - 5月12日 - 三菱自動車工業の株式34%を取得し同社を事実上傘下に収める事を取締役会で決議[32]。
  - 10月20日 - 三菱自動車工業の株式34%を取得し同社を傘下に収めたことを発表した。またカルロス・ゴーンが三菱自動車の代表取締役会長を兼任することも発表した。
- 2017年
  - 1月27日 - 消費者庁が、三菱自動車工業と日産自動車に対して、不当景品類及び不当表示防止法（景品表示法）の優良誤認違反で、日産自動車に対して、三菱自動車の燃費不正発覚後の対応が遅いことを理由に、再発防止を求める措置命令の行政処分が下された[58]。
  - 2月23日 - 4月1日付でカルロス・ゴーンが社長兼CEOを退任、後任には副会長兼共同CEOの西川廣人が就任する人事を発表した。ゴーンは引き続き会長を務める。
  - 2月27日 - ロンドンの公道上で自動運転車の走行試験を始めた。日産が欧州で自動運転車を走らせるのはこれが初めてとなる[59]。横浜市と共同で超小型EVでカーシェアを開始。
- 2018年
  - 9月18日 - Googleとパートナーシップを結び、2021年から車両にカスタマイズしたAndroid オペレーティングシステムを搭載することを発表した[60][61]。新しいシステムではダッシュボードで車両診断に加えてGoogle マップやGoogle アシスタント、Google Playなどを利用でき、iOSデバイスとも互換性がある[60]。
  - 11月 - カルロス・ゴーン会長が金融商品取引法違反で東京地方検察庁特別捜査部に逮捕された[62]。同時に会長職を解任された。

### 2020年代
- 2022年
  - 2月8日 - 欧州向けガソリン車の開発をユーロ7規制を基に中止[64]。日本経済新聞[65]や産経新聞[66]などの一部メディアが日本や中国向けのエンジン開発もじきに中止すると報じたが、アシュワニ・グプタCOOが否定している[67]。
  - 10月11日 - 子会社であるロシア日産の全株式を、ロシア国営の自動車・エンジン中央科学研究所に譲渡[68][69]。ただし、6年間の間は買い戻すことのできる権利が含まれている。
  - 11月6日 - 中国現地子会社である日産投資有限公司が、ロボットタクシー専門の日産モビリティサービス有限公司を新たに設立した[70]。

- 2023年
  - 2月6日 - ルノーが保有する日産株を15%まで下げ、日産が持つルノー株の15%に揃える資本関係の見直しで合意したと発表した[46]。
- 2024年
  - 3月4日 - 公正取引委員会は、日産自動車が下請事業者の責めに帰すべき理由がないのに下請代金の額を減じていたとして、下請代金支払遅延等防止法に基づき勧告を行った[71][72]。
  - 3月15日 - 本田技研工業との間で電気自動車（EV）分野での戦略的提携に向けた検討を開始すると発表した[73]。
  - 12月23日 - 本田技研工業と日産自動車が経営統合に向けた協議入りを発表[74]。
- 2025年
  - 2月13日 -  本田技研工業と日産自動車が共に経営統合の破談を表明。ただし、電気自動車（EV）分野での協業に関しては継続される[75]。
  - 3月11日 -  内田誠社長の退任を発表。後任はイヴァン エスピノーサ。[76]
  - 7月15日 - 追浜工場での生産を2027年度末に終了する事を発表[77]。

## 販売車種

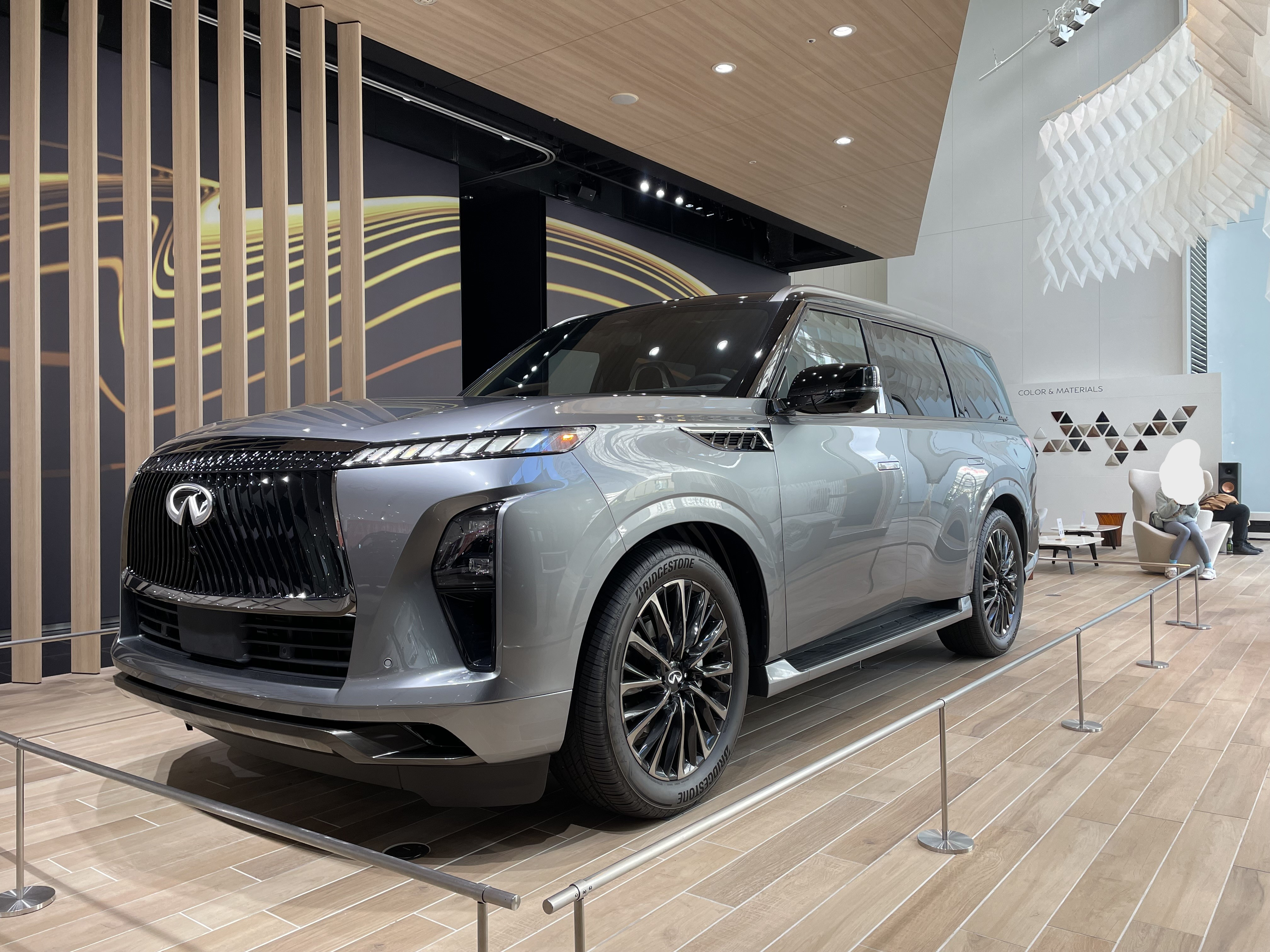
インフィニティ・QX80。2025年1月撮影

## 経営者

### 歴代社長
|      | 名前                            | 任期                    | 注 |
| ---- | ------------------------------- | ----------------------- | --- |
| 初代 | 鮎川 義介（あいかわ よしすけ）  | 1933年12月 - 1939年05月 | 1967年2月13日死去                                                                                            |
| 2代  | 村上 正輔（むらかみ まさすけ）  | 1939年05月 - 1942年02月 | |
| 3代  | 淺原 源七（あさはら げんしち）  | 1942年03月 - 1944年09月 | |
| 4代  | 工藤 治人（くどう はると）      | 1944年09月 - 1945年06月 | 1963年10月死去                                                                                               |
| 5代  | 村山 威士（むらやま たけし）    | 1945年06月 - 1945年10月 | |
| 6代  | 山本 惣治（やまもと そうじ）    | 1945年10月 - 1947年05月 | |
| 7代  | 箕浦 多一（みのうら たいち）    | 1947年05月 - 1951年10月 | |
| 8代  | 淺原 源七（あさはら げんしち）  | 1951年10月 - 1957年11月 | 3代目社長の復帰 1970年8月23日死去                                                                            |
| 9代  | 川又 克二（かわまた かつじ）    | 1957年11月 - 1973年11月 | 元同社相談役 1986年3月29日死去                                                                               |
| 10代 | 岩越 忠恕（いわこし ただひろ）  | 1973年11月 - 1977年06月 | 1981年3月19日死去                                                                                            |
| 11代 | 石原 俊（いしはら たかし）      | 1977年06月 - 1985年06月 | 2003年12月31日死去                                                                                           |
| 12代 | 久米 豊（くめ ゆたか）          | 1985年06月 - 1992年06月 | 現日蘭協会・(社)日本自動車会議所 顧問 2014年9月10日死去                                                      |
| 13代 | 辻 義文（つじ よしふみ）        | 1992年06月 - 1996年06月 | 2007年2月11日死去                                                                                            |
| 14代 | 塙 義一（はなわ よしかず）      | 1996年06月 - 2000年06月 | 元同社相談役名誉会長 2015年12月18日死去                                                                      |
| 15代 | Carlos Ghosn（カルロス ゴーン） | 2000年06月 - 2017年03月 | 三菱自動車前会長、同社前会長 ルノー社長兼会長兼任 2018年11月に東京地検特捜部に金融商品取引法違反の容疑で逮捕 |
| 16代 | 西川 廣人（さいかわ ひろと）    | 2017年04月 - 2019年09月 | 日本自動車工業会前会長 同社代表執行役最高経営責任者                                                          |
| 代行 | 山内 康裕（やまうち やすひろ）  | 2019年09月 - 2019年12月 | 同社代表執行役最高執行責任者                                                                                 |
| 17代 | 内田 誠（うちだ まこと）        | 2019年12月 - 2025年3月  | 同社専務執行役員兼東風汽車有限公司総裁                                                                       |
| 18代 | イヴァン エスピノーサ           | 2025年4月 -             | 同社チーフプランニングオフィサー                                                                             |

### 歴代会長
|      | 名前                            | 任期                    | 注 |
| ---- | ------------------------------- | ----------------------- | --- |
| 初代 | 川又 克二（かわまた かつじ）    | 1973年 - 1983年         | 元社長 |
| 2代  | 石原 俊（いしはら たかし）      | 1985年06月 - 1992年06月 | 元社長 |
| 3代  | 久米 豊（くめ ゆたか）          | 1992年06月 - 1996年06月 | 元社長 |
| 4代  | 辻 義文（つじ よしふみ）        | 1996年06月 - 1999年06月 | 元社長 |
| 5代  | 塙 義一（はなわ よしかず）      | 1999年06月 - 2003年06月 | 代表取締役CEO兼務（1999年 - 2001年） 元社長 |
| 共同 | 小枝 至（こえだ いたる）        | 2003年06月 - 2008年06月 | カルロス・ゴーンと共同会長（2003年 - 2008年） 同社副社長兼務 退任後同社相談役 元名誉会長                                                                                            |
| 6代  | Carlos Ghosn（カルロス ゴーン） | 2003年06月 - 2018年11月 | 同社代表取締役社長兼CEO兼務（2003年 - 2017年） 小枝至と共同会長（2003年 - 2008年） 三菱自動車前会長 ルノー社長兼会長兼任 2018年11月に東京地検特捜部に金融商品取引法違反の容疑で逮捕 |

## 販売台数
| 年度 | 台数(単位:千台) | 市場占有率(%) |
| ---- | --------------- | ------------- |
| 1999 | 2,530           | ---           |
| 2000 | 2,633           | ---           |
| 2001 | 2,597           | ---           |
| 2002 | 2,771           | 5.0           |
| 2003 | 3,057           | 5.3           |
| 2004 | 3,389           | 5.6           |
| 2005 | 3,569           | 5.6           |
| 2006 | 3,483           | 5.4           |
| 2007 | 3,770           | 5.4           |
| 2008 | 3,411           | 5.5           |
| 2009 | 3,515           | 5.5           |
| 2010 | 4,185           | 5.8           |
| 2011 | 4,845           | 6.4           |
| 2012 | 4,914           | 6.2           |
| 2013 | 5,188           | 6.2           |
| 2014 | 5,318           | 6.2           |
| 2015 | 5,423           | 6.2           |
| 2016 | 5,626           | 6.1           |
| 2017 | 5,770           | 6.2           |
| 2018 | 5,516           | 6.0           |
| 2019 | 4,930           | 5.8           |
| 2020 | 4,052           | 5.3           |
| 2021 | 3,876           | 4.9           |

|           | 年   | 月 | 日本   | 米国    | カナダ | メキシコ | 欧州   | 中国    | その他 | 海外販売 | グローバル販売 |
| --------- | ---- | -- | ------ | ------- | ------ | -------- | ------ | ------- | ------ | -------- | -------------- |
| 2021年1月 | 2021 | 1  | 43,211 | 70,458  | 5,159  | 17,762   | 28,336 | 146,245 | 50,001 | 317,961  | 361,182        |
| 2021年2月 | 2021 | 2  | 50,079 | 86,062  | 6,938  | 18,056   | 29,825 | 75,628  | 47,233 | 263,742  | 313,821        |
| 2021年3月 | 2021 | 3  | 69,121 | 129,033 | 12,985 | 21,040   | 52,171 | 130,479 | 60,456 | 406,164  | 475,285        |
| 2021年4月 | 2021 | 4  | 28,339 | 97,527  | 9,128  | 17,444   | 31,241 | 128,297 | 46,680 | 330,317  | 358,656        |
| 2021年5月 | 2021 | 5  | 29,796 | 110,947 | 9,269  | 17,172   | 28,861 | 111,096 | 41,469 | 318,814  | 348,610        |
| 2021年6月 | 2021 | 6  | 31,397 | 89,674  | 9,392  | 17,450   | 31,077 | 114,605 | 45,757 | 308,048  | 339,445        |
| 2021年7月 | 2021 | 7  | 32,969 | 80,297  | 9,200  | 16,420   | 26,148 | 95,783  | 46,168 | 274,131  | 307,100        |
| 2021年8月 | 2021 | 8  | 30,702 | 66,291  | 8,662  | 16,846   | 20,653 | 113,166 | 45,256 | 270,874  | 301,576        |

## ロゴマーク・企業フォント

NISSANロゴ （1983年 - 2002年）
NISSANブランドワードマーク （2001年 - 2020年）
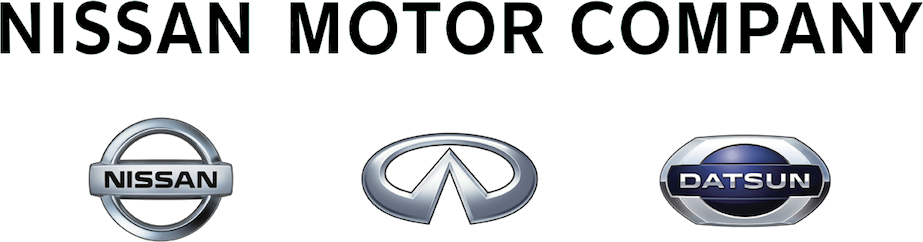
日産自動車の旧コーポレーションロゴ （2013年 - 2020年）
NISSANブランドのロゴ （2020年 - ）

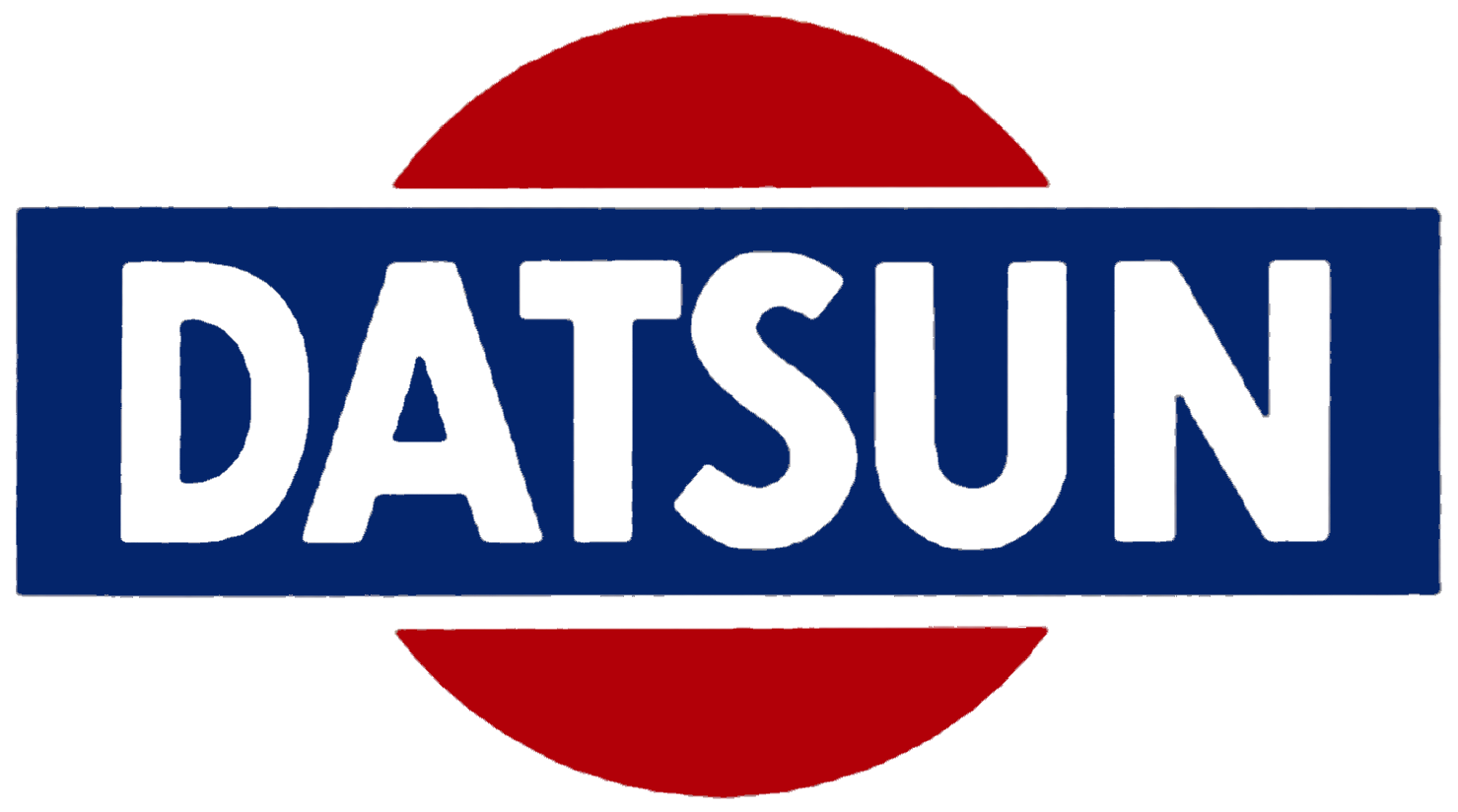
NISSANロゴマークの前身にあたるダットサンのロゴ

日産自動車のロゴマークはもともと「ダットサン」で使われていたもので、吉崎良造と田中常三郎がシボレーのマークにヒントを得て、赤の日の丸と太陽をベースに天空をモチーフとしたコバルトブルーをいれ、真ん中に白で横一文字で「DATSUN」と書かれていたのが前身である。なお、1937年に制定された社章=記章、株券等に使用していた=は、日の丸の真中に一本の横棒を挿入し、周囲を“日”を抽象化したもので囲ったもので、日立や日本興業銀行の社（行）章と類似していることから、発足時からの「日産・日立・興銀」の関係も表していた、とされている。
その後、文字を筆記体のカタカナで「ニッサン」 と書き直し日産コンツェルン全体の社紋として統括企業に普及するが、戦後の財閥解体とともに日産自動車のみの社紋としてローマ字表記の「NISSAN」に変更となった。
創業50周年を迎えた1983年には、アメリカのペンタグラム社が制作したロゴマーク及び指定フォント（書体）に一新され、さらに2001年には、1999年以降のルノー傘下になってからのゴーン体制下でデザインが社内コンペで検討され、立体的なものとなったロゴマーク及び指定フォント（書体）に一新され、2001年にフルモデルチェンジしたシーマ（F50型）、プリメーラ（P12型）から採用されて現在に至る。ちなみに、このとき採用されたロゴのサンプルは現在でもゴーンのオフィスに飾られているという。
企業フォントはTBWA開発の「NISSAN AG（Akzidenz Groteskの日産バージョン）」とモリサワ「新ゴ」の組合せ、車名バッジはG10型ブルーバードシルフィからNE-01というフォントに基本的に統一されている。
カタカナの車名ロゴは、2001年にロゴマークおよび指定フォント（書体）が一新された後も、1983年の創業50周年を機に米ペンタグラム社が製作した指定フォント（書体）が引き続き使用されていたが、2007年5月にマイナーチェンジして発売されたラフェスタ（B30後期型）、新規車種として発売されたデュアリス（J10型）以降から、新たに製作された指定フォント（書体）に一新されている。
赤・白・青のトリコロールは、日産自動車のコーポレートカラーとして日産ディーラーの各販売会社の店頭看板やレースカーのボディデザインなどとして古くから親しまれている。日産自動車がスポンサーとなっている横浜F・マリノスのチームカラーとしても起用されている。
そのほか、日産ディーラーの各販売会社の大型看板（NISSAN Blue Stage, NISSAN Red Stage, NISSAN Red & Blue）の「NISSAN」の指定フォント（書体）は、1983年に米ペンタグラム社が製作した指定フォントを引続き使用していたが、2007年から、日本国内の日産販売会社各店のレッド/ブルーの色分けを中止してからは、2001年に一新されたロゴマーク及び指定フォントへ変更されたVI（ビジュアルアイデンティ）への変更が順次進められ、大型看板も2001年以降の指定フォントを中央に配し、赤い線を上部に、グレーの線（線内中央に白文字で日産ディーラーの各販売会社名を表示）を下部に配した新しい大型看板に更新された。2020年7月のCI変更に伴い、大型看板が販売会社名の表示を無くした赤背景・白文字のCIへ順次更新されている。

## キャッチフレーズ

### メイン・キャッチフレーズ
- 技術の日産（1950年代 - 1965年）
- 世界に伸びる 日産自動車（1963年 - 1969年）
- 世界の日産（1966年 - 1970年）
- 人とクルマの調和をめざす 日産自動車（1970年 - 1973年）
- 人とクルマの明日をめざす 日産自動車（1973年 - 1977年）
- 人とクルマの明日をめざす 技術の日産（1978年 - 1981年）
- 世界に愛される 先進技術の日産（1981年 - 1982年）
- もう走り始めています 21世紀へ 先進技術の日産（1983年 - 1985年）
- 21世紀を目指す 先進技術の日産（1985年）
- Feel the Beat もっと楽しく感じるままに 技術の日産（1985年 - 1991年）
- LIFE TOGETHER 人間のやさしさをクルマに。（1991年 - 1998年）
- クルマのよろこびを。（1999年1月 - 「ルノー=日産アライアンス」資本提携前）
- NISSAN, RENAISSANCE（「ルノー=日産アライアンス」資本提携後 - 2000年4月）
- SHIFT_the future（2001年10月 - 2008年11月）
- SHIFT_the way you move クルマの可能性を、未来へ。（2008年11月 - 2012年3月）
- 今までなかったワクワクを。 SHIFT_[注釈 4]（2012年4月 - 2013年4月）
- Innovation that excites 今までなかったワクワクを。（2013年4月 - 2020年7月)
- Innovation that excites（2016年11月 - 2020年7月）
- "ぶっちぎれ" 技術の日産・"やっちゃえ"日産（2017年8月 - ）
- その挑戦で、世界を照らせ。（2020年7月 - 2022年3月）
- 電気自動車と自動運転をリードする日産自動車（2020年7月15日 - ）※番組の提供アナウンスのみ

### サブ・キャッチフレーズ
- 顧客と共にあゆむ（1960年代）
- より良い車をより多く（1960年代）
- 無理のない運転で、貴重なエネルギーを大切に（1970年代 - 1985年）
- 安全は、人とクルマでつくるもの。（1970年 - 1985年）
- シートベルトは“安全ベルト”正しく使う習慣を（1970年代 - 1985年）
- 先進技術で選べば日産自動車になる（1982年）
- スペース・テクノロジー（1983年）
- 20世紀の残りは、日産がおもしろくする。（1990年 - 1991年）
- いい運転。日産からのお願いです。（1990年 - 1991年）
- 熱血業界宣言（1990年代前半）
- スピードおさえて、いい運転。（1991年 - ）
- 変わらなきゃ（1995年）
- 変わらなきゃも 変わらなきゃ（1996年）
- もっと日産になる。（1997年 - 1998年）
- SHIFT ワード（車種別広告でのキャッチフレーズ）（2004年 - 2008年）
- 今こそ、モノづくりの底力を。（2011年5月 - 2012年3月）（東日本大震災の被災による）
- 80 years of moving people 80年のありがとうを、クルマにのせて。（2013年11月 - 2014年3月）（日産自動車創立80周年による）
- 技術の日産が、人生を面白くする。（2015年8月 - 2020年7月）
- NISSAN INTELLIGENT MOBILITY（2017年7月 - 2020年8月）
- "ぶっちぎれ" 技術の日産（2017年8月 - ）
- クルマを超えて、あなたの人生を、面白くする。（2023年12月 - 2024年12月）（日産自動車創立90周年による）

### 販売店別キャッチフレーズ（現在廃止済み）
- ブルーバード販売会社にようこそ（ブルーバード販売会社）
- 若いハートの日産サニー（サニー販売会社）
- いい走り。いい生き方。日産プリンス（スカイライン販売会社）
- 世界のパルサー販売（パルサー販売会社）
- 日産のかたちを見てください（ローレル販売会社）
- シルビア世代からシーマ世代まで（ローレル販売会社）

### フェア&イベント・タイトル・キャンペーン
- 日本全国日産デー（1970年代後半 - 1992年、1994年）

1985年 - 1987年頃に展開されていたCMには、当時デビューして間もないアイドル歌手・タレントの西村知美が「日本全国日産デー」キャンペーン専属のCMキャラクターとして起用されていた。
- ヨンセンマン（1992年）

日産自動車の生産累計台数が4000万台を達成したことを記念し、数々の特別仕様車が発売され、車のボディをモチーフにした顔が特徴的な「ヨンセンマン」のCGアニメキャラクターが存在していた。
- 熱血大感謝フェア（1993年）

1993年の創業60周年を記念し、数々の60周年特別仕様車などを取り揃えた、「熱血大感謝フェア」と名付けたキャンペーンCMの専属キャラクターとして、「熱血業界宣言」キャンペーン専属のCMキャラクターを務める吉田栄作をはじめとして、島崎俊郎、神田利則、中山美穂、松居直美、中条かな子（現・緒方かな子）が起用されていた。
- イチロニッサン（1995年-1999年）

1991年から1994年にかけてフルモデルチェンジした新型車を続々と投入していたが、新型車の評判がフルモデルチェンジ前の旧型車と比較して芳しくなく販売不振が続き、その結果、人気度・信頼度・企業イメージが低下していた日産自動車全体の建て直しと、タクシー・パトカー・教習車モデルを除く乗用車全車種に、運転席と助手席にSRSエアバッグを標準装備化して他メーカーとの差別化を図ったことによる販売回復の起爆剤になることを願って、野球選手のイチローをメインに、野球解説者（当時）の原辰徳、サッカー選手の川口能活、ボクシング選手の辰吉丈一郎、グラビアタレントのかとうれいこ、競馬騎手の武豊といったの大物スポーツ選手、タレントをCMに起用し、「変わらなきゃ」「変わらなきゃも変わらなきゃ」「イチロ・ニッサン」「こんどの週末は、イチロ・ニッサン」「エアバッグなら、イチロ・ニッサン」「エアロRVなら、イチロ・ニッサン」「イチロ・エアバッグ」「イチロ・エアロ」「ワゴンボックスに乗ろう」などのキャッチフレーズをつけていた。
なお、「ワゴンボックスに乗ろう」のキャッチフレーズのCMでは、元マラソンランナーの増田明美 が、マラソンの実況解説風のCMナレーションを担当していた。
それに対して、危機感を抱いたライバルメーカーのトヨタ自動車は、乗用車全車種にSRSエアバッグの標準装備化に加えてABSも標準装備化して、日産自動車のCMに起用の野球選手のイチローに対抗して、ライバルの野球選手の野茂英雄を起用したり、ABSをA（エ）B（ビ）S（ス）というダジャレ的なネタにちなんでタレント・漫画家の蛭子能収をCMに起用して日産自動車に対抗した安全装備の標準化による日産VSトヨタでの販売競争が他メーカーにも波及し、後に、軽自動車を除くほとんどの国産車でSRSエアバッグとABSが標準化されるきっかけになった。
- のってカンガルー（2007年-2012年）

声、ナレーションは、スチャダラパー アニ、貴家堂子、桂玲子、安齋肇、Perfume、郷ひろみ、バナナマン（日村勇紀、設楽統）、伊武雅刀、小林克也、井上順を起用。
CMキャラクターは、栗山千明、渡部陽一、古屋隆太、木村多江を起用。
- ノッテコニッサン（2013年-2015年）

CMキャラクターに嵐を起用。なお、嵐は2012年4月から2015年6月までのPURE DRIVEシリーズのメインキャラクターも務めていた。

## 生産方式（Nissan Production Way）
21世紀の生産・販売戦略として導入した生産方式。顧客の注文に基づく詳細な生産指示書を関係工程に指示し生産する方法で、これにより受注から納車までの時間が最短で3日という迅速な生産を実現した。現在、インフィニティブランドを取り扱う栃木工場などに導入されている。

## プラットフォーム
- 日産・Vプラットフォーム
- 日産・Bプラットフォーム
- 日産・Cプラットフォーム
- 日産・Dプラットフォーム
- 日産・FF-Lプラットフォーム
- 日産・FR-Lプラットフォーム
- 日産・PMプラットフォーム
- 日産・F-Alphaプラットフォーム
- 日産・LDTプラットフォーム
- CMF-A、CMF-B、CMF-C/D（いずれもCMFの思想に基づいたプラットフォームである）

## エンジン型式
日産では1960年代以降、以下のような規則でエンジン型式を定めている。例外もあり、ルノーと共同開発したM9R型エンジンや、OEM供給を受けている車種へ搭載している他社製エンジンなどはこの規則が適用されない。
| 1              | 2                             | 3          | 4            | 5      |
| -------------- | ----------------------------- | ---------- | ------------ | ------ |
| エンジン系列名 | 排気量（100cc未満は四捨五入） | バルブ機構 | 燃料供給方式 | 過給器 |

1. エンジンのシリーズ名をアルファベット1～2文字で記す。80年代の前半までは1文字のものが多かったが、現在はすべて2文字である。
2. 1960年代以前は開発順に番号が付けられていたが、それ以降は排気量の100 cc未満を四捨五入して100で割った値となる。呼び排気量が1000 ccに満たない場合は頭に"0"が付く（例 MA09）[91]。同じ呼び排気量でボア・ストロークが異なる場合、1桁目が「A」になる（例：MR18DE→MRA8DE）。
車検証の「原動機の型式」欄に記載されるのはここまで。3.以降の項目は、モデルプレートではカッコ書きされる。
3. 無印はSOHCまたはOHV、「D」はDOHC、「V」はNEO VVLもしくはVVEL（可変バルブリフトタイミング）採用機種[91]。
ただし、全機種DOHCのS20型とFJ系は空欄となる。
4. 無印はキャブレター、「S」は電子制御キャブレター（ガソリン車）、「T」はツインキャブレター、「i」はシングルポイントインジェクション、「E」は電子制御式燃料噴射装置[91]（ガソリン車：EGI マルチポイント インジェクション、ディーゼル車：EDI 電子制御機械式噴射燃料ポンプ）、「P」はLPGエンジン[91]、「N」はCNGエンジンを表す[91]。「D」はガソリン・ディーゼルともに「NEO Di」（ガソリンのみ「DIG」と呼ばれるエンジンもある）と呼ばれる直噴エンジン。
「D」が付与されるものでディーゼルの場合は、通常インジェクター・ユニットインジェクター（UI）・コモンレール式のソレノイドインジェクターの区別はない。
LPGエンジンの場合、ガスミキサー式は「P」のみ、電子制御液体燃料噴射方式（いわゆるLPI）は「PE」となる。
CNGエンジンは「QG18DEN」1機種のみ発売されており、電子制御式のため「EN」となっている（LPGとは異なり、電子制御のEが先に付く）。
直噴と従来のポート噴射方式を併用する場合、「D」と「E」の両方が付く。
5. 無印は自然吸気（NA）、「T」はシングルターボ、「TT」はツインターボ[91]。「R」はスーパーチャージャー[91]、「RT」はツインチャージャー。
ディーゼルエンジンのみ、インタークーラー付きの場合は、後に「i」がつく[91]。

なお、3 - 5はVQxxHR系（「VQxxDE」に対する"High Revolutions"、つまり高回転仕様特有の記号）やHR14DDe（e-POWERの発電専用エンジン）のように例外も存在する。
実例
A10
| A         | 10     | なし | なし         | なし     |
| --------- | ------ | ---- | ------------ | -------- |
| Aシリーズ | 1000cc | OHV  | キャブレター | 自然吸気 |

CA18i
| CA         | 18     | なし | i                                | なし     |
| ---------- | ------ | ---- | -------------------------------- | -------- |
| CAシリーズ | 1800cc | SOHC | シングルポイントインジェクション | 自然吸気 |

SR20DET
| SR         | 20     | D    | E                                  | T              |
| ---------- | ------ | ---- | ---------------------------------- | -------------- |
| SRシリーズ | 2000cc | DOHC | EGI マルチポイントインジェクション | シングルターボ |

VQ23DE
| VQ         | 23     | D    | E                                  | なし     |
| ---------- | ------ | ---- | ---------------------------------- | -------- |
| VQシリーズ | 2300cc | DOHC | EGI マルチポイントインジェクション | 自然吸気 |

YD25DDTi
| YD         | 25     | D    | D      | Ti                       |
| ---------- | ------ | ---- | ------ | ------------------------ |
| YDシリーズ | 2500cc | DOHC | NEO Di | インタークーラー付ターボ |

TD27T
| TD         | 27     | なし | なし             | T              |
| ---------- | ------ | ---- | ---------------- | -------------- |
| TDシリーズ | 2700cc | OHV  | 分配型噴射ポンプ | シングルターボ |

VK56VD
| VK         | 56     | V    | D   | なし     |
| ---------- | ------ | ---- | --- | -------- |
| VKシリーズ | 5600cc | VVEL | DIG | 自然吸気 |

RB26DETT
| RB         | 26     | D    | E                                  | TT           |
| ---------- | ------ | ---- | ---------------------------------- | ------------ |
| RBシリーズ | 2600cc | DOHC | EGI マルチポイントインジェクション | ツインターボ |

HR12DDR
| HR         | 12     | D    | D   | R                    |
| ---------- | ------ | ---- | --- | -------------------- |
| HRシリーズ | 1200cc | DOHC | DIG | スーパーチャージャー |

VQ37VHR（特殊な場合の一例）
| VQ         | 37     | V    | HR（特殊）                              | なし     |
| ---------- | ------ | ---- | --------------------------------------- | -------- |
| VQシリーズ | 3700cc | VVEL | ハイ・レボリューション/ハイ・レスポンス | 自然吸気 |

MRA8DE（特殊な場合の一例）
| MR         | A8（特殊）     | D    | E                                  | なし     |
| ---------- | -------------- | ---- | ---------------------------------- | -------- |
| MRシリーズ | 1800cc（特殊） | DOHC | EGI マルチポイントインジェクション | 自然吸気 |

BR06DET（排気量1000cc以下の例）
| BR         | 06    | D    | E                                  | T              |
| ---------- | ----- | ---- | ---------------------------------- | -------------- |
| BRシリーズ | 660cc | DOHC | EGI マルチポイントインジェクション | シングルターボ |

### エンジン用語
NAPS（ナップス）
「Nissan-Anti-Pollution-System」の頭文字を取った、低公害車をアピールする造語。白金ペレット酸化触媒（昭和53年規制適合車は三元触媒）を主とした排出ガス浄化システムで、昭和50年、昭和51年と、初期の昭和53年自動車排出ガス規制適合車に使用。
PLASMA（プラズマ）
「Powerful&Econonomic-Lightweight-Accurate-Silent-Mighty-Advanced」の頭文字を取った造語。新世紀エンジンシリーズの愛称として、トヨタの「LASRE（レーザー）」に対抗するため命名された。
NEO（ネオ）
1990年代後半から採用。「Nissan Ecology Oriented performance」の頭文字を取り、英語の接頭辞で「新しい」という意味の"neo"ともかけている。「NEOストレート6」（この時期に70％の部品設計を一新したRB系エンジン）、「NEO QG」(QGエンジン）、「NEO VQ」(VQエンジン）、「NEO VK」(VKエンジン）、「NEO Di」（直噴エンジン）、「NEO VVL」（可変バルブ機構）といったバリエーションがあり、これらはエンジン形式の後ろに「NEO」が付く。
ECC（EGR）
EGI（電子制御燃料噴射装置）
「Electronic-Gasoline-Injection」の頭文字を取った造語で、日本車では初採用の電子制御燃料噴射装置。同様の装置は登録商標化された各社によって異なる名称が付けられているが、採用した当時のグループ企業だった富士重工業（現・SUBARU）は共用が認められている。
ECCS（エックス）
「Electronic-Conetrated-Engine-Control-System」の頭文字から。世界初の電子制御ユニットであり、現在のエンジンコントロールユニット（ECU）の元祖である。
一つのマイクロコンピュータによりエンジンのあらゆる運転状態に応じ燃料噴射量、排出ガス還元量、アイドル回転数、フェールポンプ制御などを常に最適にコントロールし、燃費の向上や排出ガスの浄化、ドライバビリティの向上を図っている。
ECCSのエンジン制御は、あらかじめコントロールユニットに多くの運転状態における最適制御値を記憶させ、その時々の状態をセンサーで検出し、その入力信号により、コントロールユニットが記憶しているデータの中から最適値を選出し、アクチュエータに出力し、制御する。
e-POWER（イーパワー）
シリーズ式ハイブリッド技術の呼称。エンジンを発電に利用し、モーターで駆動することで、加速性能や静粛性の向上を図っている。
NVCS
「Nissan-Valve-Timing-Control-System」の頭文字から。位相可変型可変バルブタイミング機構で、量産車では世界初の可変バルブタイミング機構となった。バルブタイミングは2段切り替え式。
現在は連続可変のCVTC（油圧式と電磁式）に発展している。吸気側と排気側の両方に装備されている場合は「ツインCVTC」となる。
VVEL
「Variable-Valve-Event-andLift-system」の頭文字を取った造語。ポペットバルブの作動角とリフト量を連続的に可変制御する機構。BMWが世界に先駆けて開発したVANOSと組み合わせたバルブトロニックと同じ効果がある。
水素フリーDLC
専用オイルとの組み合わせにより従来のコーティングと比較して、部品間のフリクションを約40 %低減する。2008年時点ではバルブリフターにのみ採用されているが、先進技術発表会などで、将来的にはピストンリングやピストンピンなどへの採用も公表されている。
2011年、欧州市場向けマイクラ（日本名：マーチ）に採用されたHR12DDRエンジンではリフターに加えピストンリングにも水素フリーDLCが使われている。同エンジンは日本市場では2012年よりノートに搭載されている。
DIG
「Direct Injection Gasoline」の略で、ガソリン直噴エンジンの意。2010年に発売されたインフィニティ・M56のVK56VDで初めて採用された。「DIG TURBO」（ターボチャージャー搭載）「DIG-S」（ルーツ式スーパーチャージャー搭載）「VVEL DIG」（VVELと組み合わせる）といったバリエーションがあり、一部車種にはエンブレムが装着される。
PURE DRIVE（ピュアドライブ）
日産の「エンジン進化型エコカー」の総称で、アイドリングストップシステム、ハイブリッドシステムなど既存のガソリン車のエンジンに付加する技術で燃費を向上している。クリーンディーゼル車も含まれる。
この技術を搭載した車種には「PURE DRIVE」エンブレムが装着されるが、ハイブリッド車には「HYBRID」、スマートシンプルハイブリッド車には「S-HYBRID」、エコスーパーチャージャー搭載車には「DIG-S」、クリーンディーゼル車には「dCi」が追加されたものが装着される。
なお、当初はe-POWERも「PURE DRIVE」シリーズの一員として企画されており、2015年のフランクフルトショーで公開されたコンセプトカー「GRIPZ（グリップス）」には「PURE DRIVE e-POWER」エンブレムが装着されていた。

## 車両型式

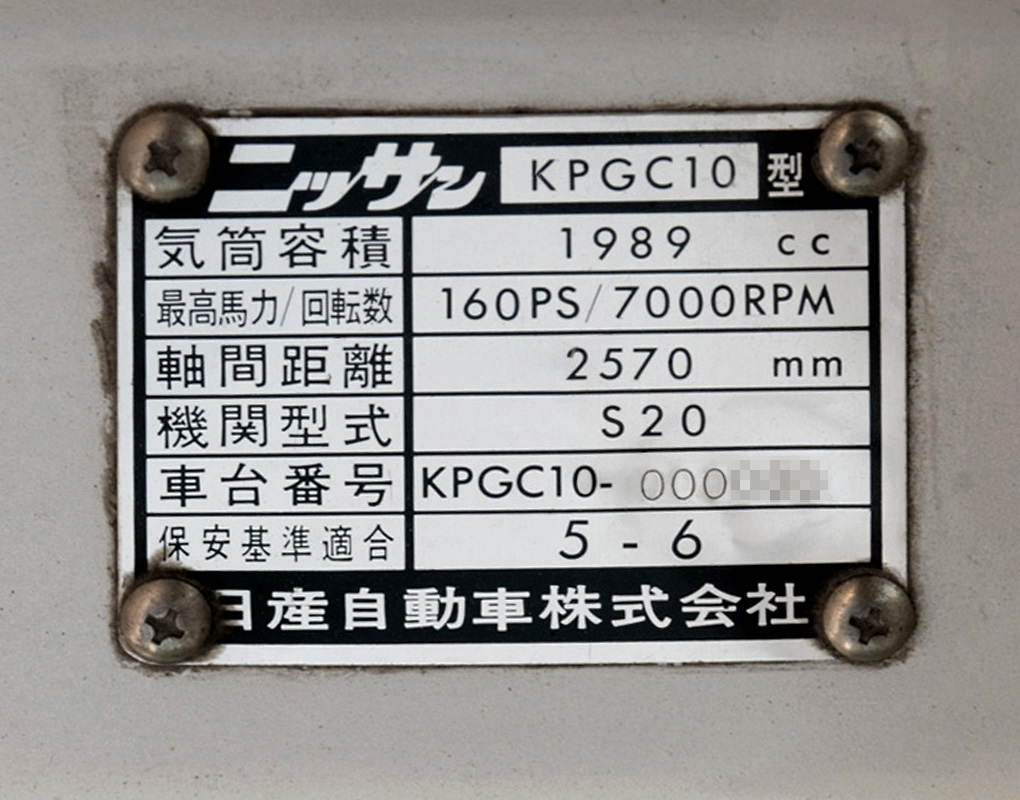
KPGC10型スカイラインGT-Rのモデルプレート。
この様式は140型ジュニアの生産が終了する1983年まで使用された。

1970年代までに開発された車種には3桁の数字が割り当てられ、モデルチェンジのたびに百の位を増やしていった。各型式初代の百位は「0」で、表記されないため2桁となる。車種の増加に伴い数字の重複が起こり、識別のためアルファベット1文字が付与される場合があった。
同一型式で、エンジン型式や排ガス規制年度に変更があり、新たに型式指定を受けた場合は一の位を増やしていく。
- 型式記号

- なし - ダットサン乗用車（110、210）、ブルーバード（310 - 610、810、910）、バイオレット（710）

ダットサントラック（120 - 720）
セドリック（30 - 430）、グロリア（230 - 430）
プレジデント（150、250）、パトロール（4W60、60）、サファリ（160）
- A - キャブライト、グロリア（A30）、マキシマ（A32 - ）／セフィーロ（A31 - A33）、バイオレット／バイオレットオースター／オースター／スタンザ（A10）
- B - ジュニア、サニー（B10 - B310、B11 - B15）、シルフィ（B17 - ）、ラフェスタ（B30、B35）、セントラ(B11 -)
- C - スカイライン（C10 - C210）／ローレル（C30 - C230、C31 - C35）／ ステージア（C34）

サニーキャブ／チェリーキャブ（C20）、 バネット（C120、C22）、 セレナ（C23 - ）
キャブオール／クリッパー（C40 - C340）／エコー／シビリアン（GC240 - GC340） 
それぞれのグループはシャシ共用車、クリッパーはC340のみ
ティーダ（C11 - ）、ティーダラティオ（SC11）
- D - ダットサントラック（D21 - D22）／ テラノ（WD21）
- E - キャラバン／ホーミー（E20 - ）、エルグランド（E50 - ）、チェリー（E10）、ノート（E11 - ）／ヴァーサノート（E12）／ノート オーラ（FE13 -）
- F - キャブスター／ホーマー（F20 - F21）、チェリー（F10 - F11）、ジューク（F15 - ）、 レパード（F30 - F31）、シーマ／プレジデント（F50）、アトラス（F22 - ）
- G - ブルーバードシルフィ（G10 - G11）、インフィニティQ45／プレジデント（G50）、マキシマ（G910）
- H - アトラス（H40 - ）
- J - デュアリス（KJ10）、マキシマ（J30）／ティアナ（J31 - J32）、スカイラインクロスオーバー（J50）
- K - マーチ／マイクラ（K10 - ）、クルー（K30）
- L - アルティマ（L30 - ）、ティアナ（L33）
- M - プレーリー／プレーリージョイ／プレーリーリバティ／リバティ（M10 - M12）、NV200バネット（M20 -）、サンタナ（M30）、ステージア（M35）
- N - パルサー（N10 - N16）／ラングレー（N10 - N13）／リベルタビラ（N12 - N13）／アルメーラ（N15 - N18）／ヴァーサ（セダン）（N17 - N18）／ラティオ（N17）／サニー（中国・ミャンマー仕様）（N17）、ルネッサ（N30）
- P - プリメーラ（P10 - P12）、キックス（P15 - P16）
- R - プレセア（R10 - R11）、スカイライン（R30 - R34）、 GT-R（R35）、テラノ（R50）
- S - ダットサン・スポーツ／フェアレディ、フェアレディZ（S30、S130）、シルビア（S10 - S15）
- T - エクストレイル（T30 - ）ローグ（T32 - ）、バイオレットリベルタ／オースター／スタンザ（T11 - T12）、バイオレットリベルタはT11のみ
- U - ブルーバード（U11 - U14）、マキシマ（PU11）、プレサージュ （U30 - U31）／バサラ（JU30）、アルティマクーペ（U32）
- V - スカイライン（V35 - ）
- W - アベニール（W10 - W11） 、ラルゴ（W30）、シビリアン（W40 - W41）
- Y - ウイングロード（Y10 - Y12）、 セドリック／グロリア（Y30 - Y34）、 レパード（JY32 - JY33）、シーマ（FPY31 - FY33、HGY51）、フーガ（Y50 - ）、パトロール／サファリ（Y60 - ）
- Z - キューブ（Z10 - Z12）、フェアレディZ（Z31 - ）、ムラーノ（Z50 - ）

モデルチェンジした際に最初のアルファベットが変わることがある（例：スカイラインは5代目まで「C」、6代目から10代目まで「R」、11代目以降は「V」）。
- 特徴記号

- G - ロングホイールベース
- K - クーペ／ハードトップ／コーチ
- W - ステーションワゴン
- V - ライトバン
- 4W - 四輪駆動専用車 - 4W60 ／Q4W70・4W70

- エンジン識別記号

- 無印 - 基準排気量
- P - 排気量拡大版、または高性能版
- H - 「P」よりも排気量の大きいもの、または高性能なもの

型式10位の数字
- ダットサン

- 1 - 小型乗用（小排気量） - 旧プリンス製のスカイラインには2.0 Lエンジンの設定があったが、タクシーの乗車定員区分では小型（中型6名、小型5名）となり、「1」となった。
- 2 - 小型貨物（小排気量） - サニーはトラックのみが「2」、セレナはバネットコーチ時代の名残で「2」。

- ニッサン

- 3 - 小型・普通乗用（中排気量） - 従来「1」であったスカイラインは1981年のR30型から「3」へ変更。
- 4 - 小型・普通貨物（中排気量） - エコー / シビリアンはキャブオールシャシのため「4」。
- 5 - 普通乗用（大排気量）
- 6 - 普通商用（大排気量） - サファリには乗用登録モデル（3ナンバー）あり。
- 7 - 大型乗用車（戦前） - ニッサン・乗用車、中型貨物。戦後はQ4W70型とその民生版のキャリアー（普通貨物登録）に付番。
- 8 - 大型貨物 - 日デとの提携後、780型を最後に廃止（1976年）。日デとは異なり、ガソリンエンジン車も設定。戦前製の大型車なみの大きさとなった中型3.5 t積トラックのC80型にも付番。
- 9 - 大型バス - 同じく690型を最後に廃止（1972年）。トラックシャシ流用の場合は「8」。日デとは異なり、ガソリンエンジン車も設定。

基本的には奇数が乗用系、偶数が貨物およびバス等業務系。現在でも型式10位の付番法則は踏襲されている。
1980年発表のE23型キャラバン／ホーミー、F30型レパード、C31型ローレル以降はアルファベット1文字に2桁の数字を合わせ、モデルチェンジの度に一の位を変えることになった。そのため、同一車種でエンジン・車体形状などの変更、シャーシを共有した異なる車種の場合は、型式名の前（排ガス記号・ハイフンの後）にアルファベットが加えられている。これは車両によってバラバラだが（プラットフォームを共有する車種間で文字の意味が揃えられていることはある）、下記の仕様については共通のアルファベットが割り当てられる。
- A - エアサスペンション
- B - ディレイ制御式スーパーHICAS（Y32型セドリック／グロリアのグランツーリスモアルティマ／同タイプX、JY32型レパードJ.フェリータイプX、Y33型セドリック／グロリア／レパードの電動スーパーHICAS装着車）
- C - HICAS、スーパーHICAS
- D - 油圧アクティブサスペンション（FY32型シーマのリミテッドL系、FY33型シーマ41LX／同VIP）
- H - ハイブリッド、e-POWER（E12型ノートの2WD車、C27型セレナのみ)
- S - e-POWERの4WD車
- N - 4WD
- T - 教習車
- Y - パトロールカー

現行規定への変更後にモデルチェンジした車種で、上記のアルファベットが割当されていなかった場合、アルファベット割り当てた上で一の位を「0」（ブルーバードは「1」）から振り直した。アルファベットがある車種は、流用した上で「1」から開始している（サニー：B11 - 、ローレル：C31 - 、キャラバン／ホーミー：初代がE20→E21→E22のため、E23 - ）が、スカイラインは「R」に変えて0から（R30）、フェアレディZは「Z」に変えて1（Z31）から始めるなど、特例も多い。
規定変更以後の新規車種は原則として「0」からとなっているが、ティアナ（J31）やティーダ（C11）、ノート（E11）、セフィーロ（A31）のように、既に使用された型式と重複する場合は「1」から振る場合もある（それぞれJ30型マキシマ、C10型スカイライン、後者はE10型チェリー、A30型グロリアと重複するため）。
レアケースとして、ジューク（型式：F15）や、マツダOEMのラフェスタハイウェイスター（社内型式：B35）、小型CUVのキックス（型式：P15）のように、「5」からスタートしている車種もある（前者は過去にF10、F11が2代目チェリーとして存在し、中者は初代・B30型と、後者はプリメーラ（P10 - P12）と区別するため）。ラニア（藍鳥）は愛称が変わったものの、ブルーバード（藍鳥）の「系譜」を引き継いでいる（U14→U15）。2007年に登場したGT-Rも、スカイラインGT-Rの型式を引き継いで連番（BNR34→R35）となっている。
ノートやノート オーラの場合、上記の法則通りに記述すると、通常、e-POWERの4WD車はHNE12（E12）、HNE13（E13）/HFNE13（E13オーラ）となるが、この車種に限っては、SNE12、SNE13/SFNE13となっている。（同じハイブリッドの4WD車でも、T32型エクストレイル・V37型スカイラインでは上記の法則通りそれぞれHNT32、HNV37となっている）
マツダ・ボンゴのOEMに切り替えられたバネットは、3代目を「S20型」（マツダ型式SS/SE）、4代目を「S21型」（同SK）とする日産独自の社内呼称が与えられ、小型貨物としての「2」が受け継がれている。
軽自動車については、ベース車両（共同開発の場合は製造元の車両）に準じた型式のほかに社内型式が設定されるが（車検証に記載されるのは前者）、前者はベース車両のアルファベット（スズキ製）もしくは数字（三菱自動車工業製）の一部分が変わり、後者は「○（この部分にはアルファベットが入る）A0」からスタートして○A1、○A2・・・といった具合にモデルチェンジごとに数字部分が増えていく。例として、ベース車両であるスズキ・MRワゴン（初代）の「MF21S」に対してモコは「MG21S」ならびに社内型式「SA0」、MRワゴン（2代目）の「MF22S」に対してモコは「MG22S」ならびに社内型式「SA1」、MRワゴン（3代目）の「MF33S」に対してモコは「MG33S」ならびに社内型式「SA2」・・・という具合である。共同開発の場合も日産自体が生産していない限りは同様の法則で、製造元の三菱・eK（3代目）と三菱・eKスペースの「B11W」「B11A」に対してデイズとデイズルークスは「B21W」「B21A」ならびに社内型式「AA0」「BA0」・・・となる。ハイパーミニは日産唯一の自社製軽自動車であったため、届出上の型式も「EA0」であった。
また、電気自動車については、軽自動車の社内型式と似たように「◯E0、◯E1・・・」という型式が与えられている。リーフは「ZE0」(初代)「ZE1」(2代目) ｢ZE2｣(3代目)、アリアは「FE0」、サクラは「KE0」(社内型式)である。
座間工場でノックダウン生産されていたフォルクスワーゲン・サンタナは、他の日産車と同じような「M30」という型式が与えられた。

## 研究・開発

### 在日本
日産の「総合研究所」（基礎研究・開発）は追浜地区（横須賀市夏島町）にある。 1982年にそれまで鶴見地区、荻窪地区に分かれていた技術拠点を統合して、神奈川県の丹沢山塊の大山の麓（厚木市岡津古久）に「日産テクニカルセンター」（NTC：商品・技術開発、デザイン開発、生産技術開発、外製部品の購買）を開設して、その30周年時点（2012年）には従業員が9500人であった。
また、2007年には日産テクニカルセンター近くの青山学院大学厚木キャンパス跡地（厚木市森の里青山）に「日産先進技術センター」（ NATC：先行技術開発、基礎研究開発）を開設した。 これは上記の総合研究所、横浜本社だけでなく、新しくインド・チェンナイ、米国デトロイトおよびシリコンバレー、ロシア・モスクワの拠点とも連携して先進技術の開発を進める。
車両のプルービンググラウンド（走行試験路）には、栃木試験場、茂木試験場、追浜試験場、北海道陸別試験場がある。

### 在海外
海外には、日産テクニカルセンター・北米（設計・技術開発および商品開発、実験、在ミシガン州デトロイト北西郊外のファーミントン・ヒルズ）、日産テクニカルセンター・メキシコ（設計・技術開発・購買およびアフターセールス）、日産デザイン・アメリカ（車両のデザイン）がある。

## 生産拠点

### 現在

#### 日本
- 横浜工場（横浜市神奈川区：プラントコード「P」） - 本店所在地
  - VKエンジン、VRエンジン（VR38DETT,VR35DDTT）、MRエンジン、KRエンジン
- いわき工場（福島県いわき市：プラントコード「V」）
  - VQエンジン、VRエンジン（VR30DDTT)
- 栃木工場（栃木県河内郡上三川町：プラントコード「M」）
  - シーマ、GT-R、インフィニティQ70 / フーガ、インフィニティQ50 / インフィニティQ60 / スカイライン、フェアレディZ / 370Z、アリア
- 追浜工場（神奈川県横須賀市：プラントコード「T」）
  - リーフ、ノート e-POWER、ノート オーラ、マーチ（PDI検査とマーチニスモの最終仕上げのみ）、キックス e-POWER（PDI検査のみ）
- 日産車体湘南工場（神奈川県平塚市：プラントコード「X」）
  - NV200バネット、AD、パトロール / パトロールピックアップ（Y61系）
- 座間事業所（神奈川県座間市）- 1995年までは座間工場。
  - 自動車生産設備、電子機器、リチウムイオンバッテリー
  - 座間工場時代:サニー、セフィーロなど
- オートワークス京都（京都府宇治市：ブラントコード「Z」）
- 日産自動車九州（旧：九州工場。福岡県京都郡苅田町：プラントコード「W」）
  - エクストレイル / ローグ、ローグスポーツ、セレナ / スズキ・ランディ
- 日産車体九州（福岡県京都郡苅田町：プラントコード「9」）
  - エルグランド、NV350キャラバン、パトロール（Y62）、インフィニティQX80 / アルマーダ

#### 北アメリカ
- 北米日産会社スマーナ工場（米国テネシー州スマーナ）
  - アルティマ、マキシマ、リーフ、パスファインダー、ローグ、インフィニティQX60
- 北米日産会社キャントン工場（米国ミシシッピ州キャントン）
  - タイタン、アルティマ、セントラ、フロンティア、ムラーノ、NVパッセンジャー、NVカーゴ
- 北米日産会社デカード工場（米国テネシー州デカード）

#### ヨーロッパ
- 英国日産自動車製造会社（イングランド タインアンドウィア州サンダーランド）
  - リーフ、キャシュカイ、ジューク
- ルノー（フランス/フラン工場）（委託生産）
  - マイクラ

#### ラテンアメリカ
- メキシコ日産自動車会社（アグアスカリエンテス 第1工場）
  - マーチ、ヴァーサ、キックス、セントラ
- メキシコ日産自動車会社（クエルナバカ）
  - NV200、NV200タクシー、NP300、NP300フロンティア、ヴァーサ
- ブラジル日産自動車会社（ブラジル）
  - マーチ、ヴァーサ、キックス、1.6 16V フュールフレックスエンジン、1.0 12V フュールフレックスエンジン
- ルノー・アルゼンチン（アルゼンチン/サンタ・イザベル工場）（委託生産）
  - フロンティア、ナバラ

#### アジア
韓国
- ルノーサムスン自動車（韓国/釜山工場）（委託生産）
  - ローグ

中国
- 東風日産乗用車公司 
  - 日産ブランド：シルフィシリーズ、マーチ、リヴィナシリーズ、ラニア
  - ヴェヌーシアブランド : e30
- 鄭州日産汽車有限公司 
  - 日産ブランド： NV200、キャブスター、ピックアップ
  - 東風ブランド： LCVs、SUVs

台湾
- 裕隆汽車製造股份有限公司（台湾）（委託生産）
  - ティーダ（セダン、ハッチバック）、ティアナ、セントラ、リヴィナ、マーチ、エクストレイル

東南アジア
- タンチョン・モーター・アッセンブリーズ社（マレーシア）（委託生産）
  - アーバン、ナバラ、エクストレイル、シルフィ、グランド リヴィナ、ティアナ、アルメーラ、セレナ S-ハイブリッド、X-Gear、NV200
- タイ日産自動車会社（タイ第1、第2工場 バンナー・トラッド）
  - マーチ、ナバラ、ティアナ、シルフィ、アルメーラ、パルサー、キックス e-POWER
- タンチョンモーターミャンマー（ミャンマー）（委託生産）
  - サニー

インド
- ルノー日産オートモーティブインディア社
  - マイクラ、マイクラ アクティブ、エヴァリア、ダスター、Datsun GO、Datsun GO+、Datsun redi-GO

#### アフリカ
- 南アフリカ日産自動車会社
  - NP300 ハードボディ、NP200
- スタリオン NMN（ナイジェリア）（委託生産）
  - パトロール、キャラバン、NP300ピックアップ
- 日産エジプトモーター
  - ピックアップ、セントラ
- ジャパンモータートレーディング(ガーナ)（委託生産）
  - ナバラ

#### OEM車両等
- スズキ株式会社　磐田工場
  - NV100クリッパー → クリッパーバン、NV100クリッパーリオ → クリッパーリオ、NT100クリッパー → クリッパートラック
- 三菱自動車工業　水島製作所
  - デイズ、ルークス

### 過去

#### 日本
- 村山工場（東京都武蔵村山市） - 元々は旧プリンス自動車の生産拠点で合併後もスカイラインやグロリアなどのプリンス系統の車体を製造。1966年12月からはダットサン・サニートラック（B10）の生産も行われていた。[98]
- 荻窪工場（東京都杉並区） - 元々は中島飛行機東京製作所。旧プリンス自動車の宇宙航空部門だったが富岡工場へ移転。現:桃井原っぱ公園。
- 富岡工場（群馬県富岡市） - 上記荻窪工場の移転先として1998年完成の宇宙航空部門の拠点。[99]。2000年に石川島播磨重工業に売却。現:IHIエアロスペース富岡事業所。
- 日産車体京都工場（京都府宇治市、2001年に量産車製造ラインのみ閉鎖、シビリアン製造ラインと特装車製造部門はオートワークス京都として独立）
- 愛知機械工業港工場（愛知県名古屋市港区、2001年に閉鎖。セレナなどを製造）

#### 海外
- 豪州日産オーストラリア工場（オーストラリア）　- オーストラリア・メルボルンで生産を開始。元来はパルサー、ピンターラ（R31のみスカイラインL4モデルをベース。U13以降はブルーバードをベース。）、スカイラインTI（R31のみ、日本未投入のRB30E型を搭載した）を生産した。かつて日本には「ブルーバード・オーズィー」を投入したのはそのU13ピンターラ5ドアハッチバンクである。1994年に操業停止・閉鎖。
- インドネシア日産自動車会社　- 2020年現地生産から撤退した[100]。
  - グランド リヴィナ、エクストレイル、セレナ、エヴァリア、ジューク、Datsun GO、Datsun GO+、ナバラ、エルグランド、ティアナ、マーチ
- 日産モトール・イベリカ会社（スペイン）　- 部品生産は継続している。
  - ナバラ、NV200、e-NV200
- 日産ロシア製造会社　- 2022年11月全株式をロシアの国営企業に売却した。
  - エクストレイル、キャシュカイ、ムラーノ、パスファインダー
- フィリピン日産自動車会社（委託生産）
  - セントラ、エクストレイル、グランド リヴィナ、アルメーラ
- ユニバーサル・モーターズ社（フィリピン）（委託生産）
  - アーバン、ナバラ、パトロール

#### OEM車両等
- UDトラックス上尾工場（埼玉県上尾市:プラントコード「Q」）
  - アトラス
- マツダ株式会社
  - バネット（SS/SE、およびSK）、ラフェスタ ハイウェイスター
- 富士重工
  - パルサーの受託生産

## ブランド
- 「日産」ブランド（現行） - 自動車検査証での車名はカタカナで「ニッサン」と記される。かつてのコーションプレートにも筆記体のカタカナで「ニッサン」と記されていた。
- 「インフィニティ」ブランド（現行） - 1989年、北米で設立。

### 廃止されたブランド
- 「プリンス」ブランド（廃止） - 1966年8月1日に日産自動車との合併以降、順次「日産」ブランドに変更。
- 「ダットサン」ブランド（廃止） - 日本では1981年以降、順次「日産」ブランドに変更。2014年から新興国向け低価格ブランドとして展開[101]。
- 「ダットソン」ブランド（廃止） - 前身に当たるダット自動車製造が、1930年（昭和5年）に試作車が完成し、車名を「DATの息子」の意味のDATSON（ダットソン）とした。しかし「損」に繋がるのを忌避し、僅か1年でDATSUNに改められた。

## 販売会社系列

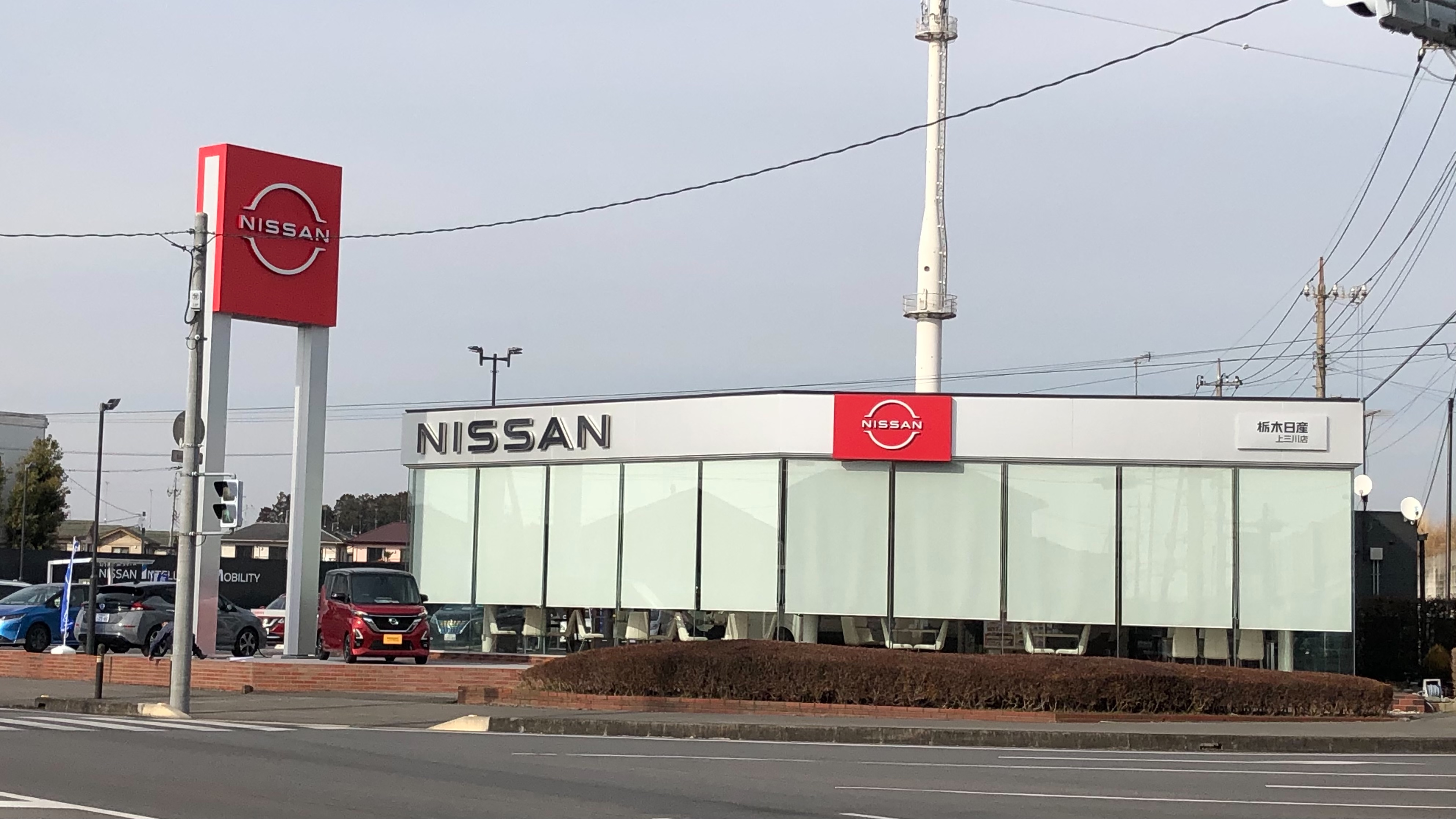
2020年夏からの新しいロゴ、デザインを採用したディーラー店舗（栃木日産自動車販売 上三川店）

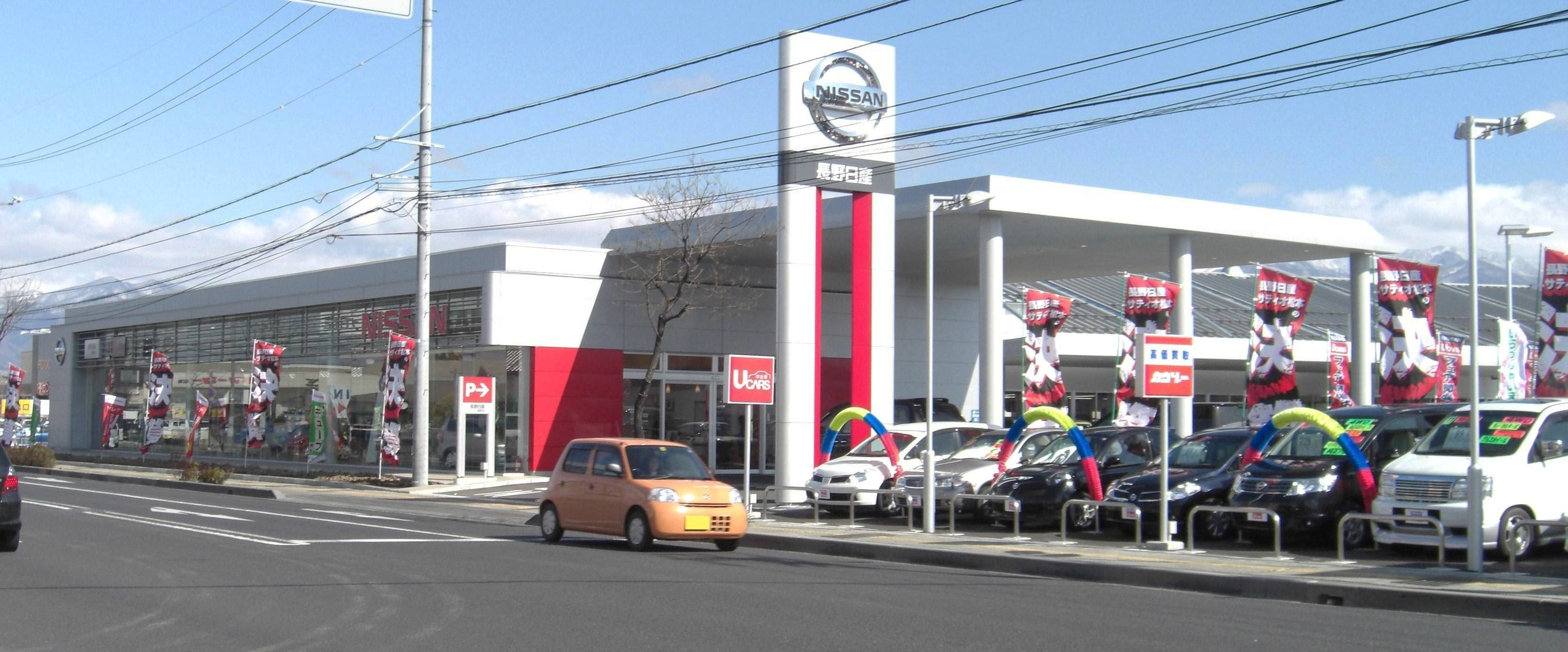
新VI店舗（長野日産自動車 柳原店）

2007年2チャネル体制を廃止した。そのため系列がなくなり、日産全店舗で全車種が買えるようになった。

### 新VIの採用
チャネル廃止に伴いディーラーのデザインにレッド/ブルーの色分けを中止し新しいVI（ビジュアルアイデンティティー）の採用を開始した。海外の日産販売店の世界共通VIをベースにしているが、和のイメージも取り入れられている。看板は日産の現行CIが付き、"NISSAN"の文字も全体的に以前より横長で、"S"の中央部分が左上から右下への一直線となった現行ロゴとなった。
2007年頃まで日産販売店各店舗はレッドステージ店・ブルーステージ店を含めてこのVIにリニューアルされた。また、店舗の多くに掲げられていた「NISSAN Red&Blue」・「NISSAN Red Stage」・「NISSAN Blue Stage」の大型看板も変更となり、白地に「NISSAN」の現行ロゴを中央に配し、上部に赤線、下部にグレー線（グレー線には中央に白文字で販売会社名〈「○○日産」・「日産プリンス○○」・「日産サティオ○○」のいずれか〉を記載）を記した新しい大型看板に変更された。大型看板については長野日産自動車 柳原店のように、「NISSAN」ロゴではなく日産のCIとなる場合もある。
栃木日産自動車 上三川店のように日産のCIやロゴを2020年7月からの現行仕様に更新した販売店もあり、新CI店舗では大型看板が赤の背景に白のCIとなり、CIの下に表記されていた販売会社名を廃止。ショールームの外側上部のレイアウトについても、左側に黒文字の「NISSAN」ロゴ、中央に大型看板と同じ赤背景の白CI、右側に2段で販売会社名と小さく店舗名（長崎日産自動車のように、店舗名が営業所名表記の場合がある）が配置される。

### 商用車・社用車販売
商用、社用の特装車は「Biz NISSAN」ブランドによって「商用車プロショップ」で販売している。

### 中古車販売
- NISSAN U-CARS

### かつて存在した販売系列
- ブルーステージ（日産店、モーター店）
- レッドステージ（サティオ店=旧サニー店、プリンス店、チェリー店）
- レッド&ブルーステージ（全系列扱い店）
- 日産フォークリフト系販売会社（現・ユニキャリア、旧・日産フォークリフト）[注釈 10]
- UDトラックス[注釈 11]

販売会社の社名は、系列を分けていた名残で統合後もそのままになっているが、合併などで各都道府県内に1社のみとなった場合は原則として「○○日産自動車」となる。一部地域では地名が日産の後に付いた「日産○○販売」という販売会社も存在する（例：日産大阪販売）。
地域によっては一部系列の販売会社が存在しないところがあり、このような地域では日産店が代わりにその系列の車種を取り扱うことがあった。また、販売会社の資本系列（日産店が後発の系列の販売会社を経営することが多かった）の関係で、異系列の車種を斡旋販売することもあった。そのため、広告では各系列の代表的な車種名を入れて「○○販売会社」と表現していた（例：日産店の場合は「ブルーバード販売会社」、モーター店の場合は「セドリック・ローレル販売会社」、プリンス店の場合は「スカイライン販売会社」、サニー店は「サニー販売会社」）。

## 日本国外の事業所及び販売
東アジア
- 日産自動車台湾（台北）事業所（NISSAN/YULOONG）
- 日産自動車北京事業所
- 日産自動車香港事業所（HONEST MOTOR LTD）
- 日産自動車上海事業所
- 日産自動車大連事業所
- 日産汽車（中国）有限公司（NISSAN/INFINITI/RENAULT/DONGFENG）
- 韓国日産（한국닛산:NISSAN/INFINITI/RENAULT/SAMSUNG）撤退済
- 日産自動車ソウル事業所（닛산자동차서울사업소）撤退済
- 日産自動車釜山事業所（닛산자동차부산사업소）撤退済

東南アジア
- 日産モータースマレーシアBHD（NISSAN MOTORS MALAYSIA BHD）
- 日産自動車クアラルンプール事業所
- 日産自動車コタキナバル事業所
- 日産自動車シンガポール事業所（NISSAN MOTOR SINGAPORE PTE.LTD）
- タンチョンモーターPTE.LTD（シンガポール）
- ニッサンモーターフィリピンズ（NISSAN MOTOR PHILIPPINES INC）
- 日産自動車バンコク事業所
- 日産自動車タイランドリミテッド
- 日産自動車ジャカルタ事業所
- PT.日産モータースインドネシア（PT.NISSAN MOTORS INDONESIA）

南アジア
- 日産自動車インディアリミテッド（NISSAN MOTOR INDIA LIMITED）
- 日産自動車ムンバイ事業所
- 日産自動車カラチ事業所
- 日産自動車イスラマバード事業所
- 日産自動車パキスタン

オセアニア
- 日産自動車シドニー事業所
- 日産自動車メルボルン事業所
- 豪州日産自動車（NISSAN MOTOR AUSTRALIA PTY）
- 日産自動車オークランド事業所
- 日産ニュージーランドリミテッド（NISSAN MOTOR NEW ZEALAND LIMITED）

北アメリカ
- 日産自動車ホノルル事業所
- 日産自動車シアトル事業所
- 日産自動車サンフランシスコ事業所
- 日産自動車ロサンゼルス事業所
- 日産自動車ニューヨーク事業所
- 日産自動車バンクーバー事業所
- 日産自動車トロント事業所
- 日産自動車モントリオール事業所
- 日産ノースアメリカINC（INFINITI/NISSAN）

ラテンアメリカ
- 日産自動車サントドミンゴ事業所
- 日産セルビシオ・デ・ドミニカーナ（NISSAN SERVICIO DE DOMINICANA）
- ルノードミニカーナS.A.
- 日産自動車サンパウロ事業所
- 日産ブラジルLTDA（NISSAN/RENAULT）
- ルノーアルゼンチィーナS.A.
- 日産自動車ブエノスアイレス事業所
- 日産モートル・デ・アルゼンティーナS.A.（NISSAN MOTOR DE ARGENTINA S.A.）
- 日産自動車リマ事業所
- 日産モートル・デ・ペルーS.A.（NISSAN MOTOR DE PERU S.A.）
- 日産自動車メキシコシティ事業所
- 日産メキシカーナS.A.（NISSAN MOTOR DE MEXICANA　S.A. deC.V）
- ルノー・メキシカーナS.A.
- 日産自動車サンチアゴ事業所（NISSAN MOTOR SERVICIO DE CHILE）
- 日産丸紅セルビシオ・デ・チリS.A.（現地丸紅との共同出資：NISSAN MARUBENI SERVICIO DE CHILE）
- シデフ社（チリ：日産車正規ディーラー）
- 日産セルビシオ・デ・コロンビアS.A.
- 日産自動車ボゴタ事業所
- 日産セルビシオ・デ・エクアドルS.A.
- 日産セルビシオ・デ・ベネズエラS.A.
- 日産自動車カラカス事業所
- 日産セルビシオ・デ・パラグアイS.A.

ヨーロッパ
- 欧州日産自動車エヌヴィ（NISSAN MOTOR EUROPE N.V.）
- 日産自動車モスクワ事業所　(2022年撤退）
- 日産ロシアエヌヴィ（NISSAN RUSSIA N.V.）(2022年撤退)
- 日産ジャーマンGmBH（NISSAN GERMAN GmBH）
- 日産自動車フランクフルト事業所
- 日産自動車ミュンヘン事業所
- 日産フランスS.A.（NISSAN DE FRANCE S.A.）
- 日産自動車パリ事業所
- 日産自動車ローマ事業所
- 日産自動車ブリュッセル事業所
- 日産自動車アテネ事業所
- 日産自動車マドリード事業所
- 日産自動車コペンハーゲン事業所
- 日産自動車ヘルシンキ事業所
- 日産自動車マンチェスター事業所
- 日産自動車ロンドン事業所

中東・アフリカ
- 日産自動車ドバイ事業所
- 日産自動車アブダビ事業所
- 日産セールス・オブ・ミドルイースト（NISSAN/INFINITI/RENAULT）
- 日産自動車ジェッダ事業所
- 日産自動車ドーハ事業所
- 日産サウスアフリカLTD
- 日産自動車ヨハネスブルク事業所
- 日産自動車テヘラン事業所
- 日産自動車ケニア事業所
- 日産自動車カイロ事業所

## 関連企業・団体
- 愛知機械工業
- アフトヴァース
- NMKV
- オートワークス京都
- クラリオン
- ザナヴィ・インフォマティクス
- ジヤトコ
- 損害保険ジャパン
- 大同特殊鋼
- 高田工業
- ツーカー
- トノックス
- 日産クリエイティブサービス
- 日産工機
- 日産自動車九州硬式野球部
- 日産自動車硬式野球部
- 学校法人日産自動車大学校
- 日産自動車陸上競技部
- 日産車体
- 日産専用船
- 日産オートモーティブテクノロジー
- 日産東京販売ホールディングス
- 日産トレーデイング
- 日産フィナンシャルサービス
- 日産マリーン
- 日産モータースポーツ&カスタマイズ（旧・ニスモ、オーテック）
- 日立Astemo（旧・日立オートモティブシステムズ）
- 日立製作所
- マレリ（旧・カルソニックカンセイ）
- みずほリース
- ミツバ
- ユニプレス
- UDトラックス（旧・日産ディーゼル工業）
- 横浜F・マリノス
- ルノーコリア自動車

## 関係する人物
- 桜井真一郎
- 伊藤修令
- 渡邉衡三
- 林義正
- 水野和敏
- 中村史郎
- 前澤義雄
- 和田智 - 日産自動車に在籍後、アウディに移籍し、現在はSWデザインを運営。
- 酒井誠 - マークラインズ創業者。日産自動車の元社員。
- 鈴木明人 - GMO TECH創業者・社長CEO。日産自動車の元社員。
- 鈴木貴子 - エステー社長。日産自動車の元社員。
- 羽藤英二 - 都市工学者、東京大学教授。日産自動車の元社員。
- 原尾正紀 - エディア創業者・会長。日産自動車の元社員。
- 原範行 - 元ホテルニューグランド会長兼社長、元日本ホテル協会会長。日産自動車の元社員。
- ジェイムス・ヘイブンス - 社員経験がある。
- 矢沢永吉 - ブランドアンバサダーを務めた事がある。
- 鈴木亮平 - 2025年にアンバサダーに就任[103]。

## テレビ番組
- 日経スペシャル ガイアの夜明け（テレビ東京）
  - 職人誕生 〜技術立国を支えろ!18歳の旅立ち〜（2004年10月5日）[104] - 新入社員をプロの職人として育てていく姿を追った、密着ドキュメント取材。
  - ゴーン改革最終章 〜DNAを受け継ぐ人たち〜（2005年3月1日）[105]
  - 電気自動車ウォーズ～ガソリンから電気へ 革命が始まる～（2010年1月5日）[106] - 電気自動車戦略の勝算を取材。
- 日経スペシャル カンブリア宮殿 「ゴーン神話は終わらない ～日産自動車 次世代への挑戦～」（2009年1月5日、テレビ東京）[107]

## 広告活動

### CM
- 世界の恋人

### 現在の提供番組
日本テレビ系
- 博士は今日も嫉妬する 人生が楽しくなる最新テクノロジー - 一社提供。「鉄腕DASH」から提供枠を移動。
- news zero - 前半ナショナルスポンサー。「NNNきょうの出来事」末期からのスポンサーでもある。別枠でトヨタ、スズキ、マツダもスポンサー。
- ZIP! - 隔日・7:20から7:35までのナショナルスポンサー。別枠でスバル（隔日6時台中盤）、トヨタ（金曜7時台前半）も提供。パロマと隔日交代。2016年4月から提供開始。
- 行列のできる相談所（旧・行列のできる法律相談所） - 2014年10月5日の期首特番から。
- Going! Sports&News - 前半ナショナルスポンサー。
- シューイチ - 2020年10月4日から、ホンダの後を受けて9時台ナショナルセールス枠の提供を開始した。
- 水曜ドラマ - 最初は1993年秋の改編で提供して撤退して2021年から復帰した。
- 沸騰ワード10
- 有吉の壁 - 2022年10月からは同業者のホンダもスポンサー。
- 世界の果てまでイッテQ! ※1996年からスポンサー、長年続いたMITSUBISHI ELECTRICから引き継いだ。2010年9月で一旦降板するも、2022年秋の改編で復帰[注釈 12]。60秒筆頭。
- news every. - 2022年10月からスポンサー。金曜の全国枠後半。
- ザ!鉄腕!DASH!! - 2014年10月5日の期首特番から2021年3月まで。別枠でトヨタも提供。嘗てはメルセデス・ベンツも提供。隔週で前・後半交代。後任はスバルだが、2023年10月にスバルは降板して返り咲いた。

テレビ朝日系
- 特別機動捜査隊（1963年から日立と2社提供→1974年から筆頭スポンサー）→特捜最前線→テレビ朝日系水曜刑事ドラマ - 筆頭スポンサーのカラー表記。また車両提供も行っており、同社車種が覆面パトカーとして登場している。
- 芸能人格付けチェック（ABC） - コラボCMを放送。
- とんねるずのスポーツ王は俺だ! - 「リアル野球BAN」のコーナーの車両提供（コーナーの時間帯の筆頭提供も担当）。

TBS系
- ニンゲン観察バラエティ モニタリング - 20時台、2022年10月 - [注釈 13]
- 坂上&指原のつぶれない店
- バナナマンのせっかくグルメ!!
- 情報7days ニュースキャスター→新・情報7days ニュースキャスター - 放送開始からの筆頭スポンサー。別枠でトヨタ、ダイハツ[注釈 14]も提供。隔週で前・後半交代。
- 火曜ドラマ - 最初は2016年秋の改編で60秒提供を開始してその後30秒になり2019年秋の改編で一時撤退して2022年春の改編で復帰[注釈 15]。
- THE TIME, - 隔日7時20分頃にCM
- NEWS23 - 隔日。別枠でトヨタも提供。

テレビ東京系
- テレビあッとランダム→徳光和夫のTVコロンブス→出没!アド街ック天国 - 筆頭スポンサー（日産劇場→テレビ東京土曜9時枠のドラマから継承。）。
- SD頑駄無 武者○伝 - カルロス・ゴーンとGT-Rコンセプトが登場。

フジテレビ系
- サザエさん - 2014年10月5日からのスポンサー。2018年4月には放送開始から49年間筆頭スポンサーを務めてきた東芝に代わってメインスポンサーとなった[108]。
- めざましテレビ - 7時50分頃のナショナルスポンサー枠隔日提供。（6時45分頃の隔日提供は2019年9月をもって降板。該当枠はその後ホンダを経て現在は大塚製薬に交代。）
- めざましどようび - 7時40分頃 - 8時00分頃のナショナルスポンサー枠での筆頭スポンサー。
- ジャンクSPORTS - トヨタとフォルクスワーゲンも提供（以前はホンダも提供）。
- 関西テレビ制作土曜朝のワイドショー（関西テレビ）- 筆頭スポンサーおよび車両提供。同枠では過去に「ベリーベリーサタデー!」においても筆頭スポンサーを務めており（提供クレジットはブルーバードシルフィと表示。）コーナー内での車両提供（日産・シルフィ）も行っていた。その後降板するも「土曜はナニする!?」で復帰。2022年3月までは90秒→2022年4月からは60秒筆頭スポンサーに。
- 木曜劇場 - 2017年10月からスポンサー。2019年9月で一旦降板するも、2021年4月より提供復帰[注釈 16]。以前は、同業者の三菱自動車、スバル、ホンダが提供していたことがある。放映中のドラマとタイアップした車種のCMも枠内で放送している。「テレビ朝日水曜21時刑事ドラマ」とTBSの「火曜ドラマ」と同様、車両提供を行っている。
- ゴールデン洋画劇場→ゴールデンシアター→土曜プレミアム（途中降板）- 1993年4月から一時降板したHONDAと交代で提供開始（ただし、1999年10月頃から別枠で筆頭スポンサーに昇格して提供再開）。1999年10月頃から筆頭スポンサー。
- サスティな! - 筆頭スポンサー[注釈 17]。
- なお、フジテレビでの提供番組は、2025年に計75社のスポンサーが差し止めされた。この差し止めされたスポンサー番組には、日産自動車も含んでいたため、日産自動車の提供番組となる全て（フジテレビ以外の提供番組は除く）の番組が降板した。

ラジオ番組
- NISSAN あ、安部礼司〜BEYOND THE AVERAGE - 一社提供。TOKYO FMで放送。

### 過去の提供番組
日本テレビ系
- 土曜19時枠（げんてんクイズ→三枝の恋ピューター→一ッ星家のウルトラ婆さん→魔拳!カンフーチェン→激闘!カンフーチェン→青春はみだし刑事→ルパン三世 PARTIII（ここまでよみうりテレビ制作）→全日本プロレス中継→土曜スーパースペシャル(第1期)→全員出席!笑うんだってば→大追跡(第1期)→土曜スーパースペシャル(第2期)→大追跡(第2期)） - 1991年9月まで。後任は日本テレコム。
- 日曜20時のバラエティ枠（超・天才たけしの元気が出るテレビ!!〜世界の果てまでイッテQ!） - のちにホンダに引き継ぎ、現在に至る。1996年4月 - 2010年9月、サントリーに交代したが、2022年10月に提供復帰。
- 金曜劇場 - 1974年春の改編でトヨタ自動車から複数社提供として引き継いだ。1983年9月まで。
- あぶない刑事→巨泉のこんなモノいらない!?→知ってるつもり?!
- 水曜ドラマ
- 土曜ドラマ - 2006年10月からはスズキと交代。
- スーパーテレビ情報最前線 - 1999年4月から2004年3月まで、30秒縮小の黄桜酒造から引き継いだ。後任はCFJ株式会社。
- ザ!世界仰天ニュース
- 嵐にしやがれ
- 1億人の大質問!?笑ってコラえて! - 2019年9月で降板。後任はamazon→京セラ→アフラック。
- 今夜くらべてみました（2021年10月 - 2022年3月）
- 有吉ゼミ（2021年10月 - 2022年3月）
- しゃべくり007[注釈 18]

テレビ朝日系
- いきなり!黄金伝説。
- クイズプレゼンバラエティー Qさま!!
- エリアの騎士
- これって私だけ?（ABC） - 筆頭スポンサー、隔週で前後半入れ替え。コラボCMを放送しロケの車両提供も行っていた。2020年9月で降板。

TBS系
- 金曜9時ドラマ (第1期)[注釈 19]
- 火曜9時ドラマ (第1期)（1970年代から1984年まで）[注釈 20]
- 日曜20時枠（1980年代）
- 月曜ロードショー - 1987年4月から長く続いたロッテから引き継いだ。後番組のザ・ロードショーからギミア・ぶれいくまで続いた。
- 金曜ドラマ - 2005年4月から2006年9月まで、同業者のマツダから引き継いだ。以前は同業者のスバルやホンダやトヨタが提供していたこともある。現在は同業者のトヨタ→小林製薬に交代。
- ブロードキャスター
- いきなり!クライマックス
- 木曜ドラマ - 1990年10月から1998年3月まで。開始当初からのスポンサーで1996年春の改編でカラー表示になった。1998年春の改編で経営難により撤退。2005年4月から提供復帰。
- 火曜ドラマ - 2016年10月から2019年9月まで。当初は、60秒筆頭スポンサー・カラー表示だったが、2018年4月から30秒に縮小（縮小分はWOWOW（2018年4月 - 2019年3月） →KIREIMO（2019年4月 - 2020年9月） →宝島社（2020年10月 - 2021年3月） →大正製薬（2021年4月 - ）に交代）。また「テレビ朝日系水曜刑事ドラマ」同様、車両提供も行っており、放送中のドラマとタイアップした車種のCMも枠内で放送していた。2019年10月からはブランディア（ - 2020年3月） →NTTソルマーレ（2020年4月 - 9月） →同業者のアウディ（2020年10月 - 12月） →キリンビール（2021年1月 - 3月） →大正製薬（2021年4月 - ）に交代。
- 8時だョ!全員集合→加トちゃんケンちゃんごきげんテレビ（1972年7月 - 1976年3月、1983年頃 - 1987年3月）
- ザ・ベストテン - 1985年10月から1989年9月（放送終了）まで。1985年9月をもって撤退したエスビー食品から受け継いだ。
- 音楽派トゥギャザー
- 怪傑黄金時間隊!!
- スーパーフライデー
- 水曜プレミア - 別枠で同業者のトヨタ自動車も提供。かつてはホンダも提供していた。
- ジャングルTV 〜タモリの法則〜→タモリのグッジョブ!胸張ってこの仕事→世界バリバリ☆バリュー（MBS制作）
- どうぶつ奇想天外! - 2009年3月（放送終了）まで。
- 中居正広の金曜日のスマたちへ - 2010年3月まで。
- 炎の体育会TV・ジョブチューン[注釈 21][注釈 22] - Kaoとともに筆頭スポンサー。

テレビ東京系
- 出川哲朗の充電させてもらえませんか? - 筆頭スポンサー。2019年9月まで提供。2018年にコラボCMが製作されたこともある。
- SUPER GT+
- テレビ東京土曜9時枠の連続ドラマ（日産劇場） - 「女殺し屋 花笠お竜」、「大江戸捜査網」、「絵島生島」、「旅人異三郎」のみ一社提供。

フジテレビ系
- 料理の鉄人
- 火9ドラマ - 最初は2004年の秋の改編で長年続いたダイハツから引き継いだ、その後2011年秋の改編から2014年秋の改編までスポンサーを担当。
- ファミリーワイド
- 金曜おもしろバラエティ
- 金曜女のドラマスペシャル→ザ・ドラマチックナイト→男と女のミステリー→金曜ドラマシアター - 1985年10月から1993年3月まで提供。劇用車も日産車を使用していた。「ゴールデン洋画劇場」へ移動。
- HEY!HEY!HEY! MUSIC CHAMP
- 北の国から - 連続ドラマ（金曜劇場）時代から続くスポンサーで、スペシャル番組も2002年の終了までスポンサーを務めていた。劇用車も日産車を使用していた。
- 情報ライブ EZ!TV→週刊人物ライブ スタ☆メン（関西テレビと共同製作）
- ニュースJAPAN
- FNNニュース - 日曜最終版。2003年4月から2008年3月まで[注釈 23]。
- 水10!
- 土曜ドラマ
- とんねるずのみなさんのおかげでした
- はねるのトびら - コラボCMが放送されていた[注釈 24]。
- VS嵐
- S-PARK[注釈 25]
- サスティな!～こんなとこにもSDGs～[注釈 26]

ラジオ・その他
- 朝のファンファーレ → ニュースズームアップ（末期は「森本毅郎・スタンバイ!」内で放送）（TBSラジオ、1999年まで）
- 午後2時の男 → NISSANやじ馬ステーション → NISSAN歌謡ステーション → NISSAN大繁盛ステーション（文化放送、1999年まで）
- 日産フラッシュジャーナル → 日産ラジオナビ → NISSANビジネスサポートトピックス（ニッポン放送、2008年まで）
- SD頑駄無 武者○伝 - カルロス・ゴーンとGT-Rコンセプトが登場。

### 車両提供
- 西部警察 - スカイライン（DR30前期型）等を車両提供。
- あぶない刑事シリーズ - TV1作目〜『もっともあぶない刑事』、『さらば あぶない刑事』において車両提供（『さらば』では特別協賛も）。
- 特別機動捜査隊・特捜最前線 - セドリック（30系〜Y30系）、グロリア（A30系〜Y30系）、スカイライン（C10系〜R30系）などの日産車を劇中車両として提供。1970年代中頃から筆頭スポンサーとなり、放送終了後はテレビ朝日水曜21時枠刑事ドラマへ継承され、現在に至る。
- テレビ朝日水曜21時枠刑事ドラマ - メインスポンサー。フーガやティアナなど最新車種を警察車両として提供。大都会25時・ベイシティ刑事・はぐれ刑事純情派・はみだし刑事情熱系・相棒・特捜9・刑事7人シリーズといった作品に提供している『通称：日産自動車枠』。
- ウルトラシリーズ - ウルトラマンギンガS、ウルトラマンX、ウルトラマンオーブ、ウルトラマンタイガにおいて劇中車を提供[109]。
- トミカヒーローシリーズ - フェアレディZ（Z33・Z34）やエクストレイルなど、小型レスキュービークルのベース車両を提供。
- 超速変形ジャイロゼッター -  NISSAN GT-R（R35)などの車両モデル提供。本社ギャラリーでプロモーション用に製作されたGT-Rのジャイロゼッター像と実車が展示されていた。
- 火曜ドラマ（TBS） - 2016年10月期からスポンサーになると同時に車両提供をスポンサーを降板する2019年7月期まで行っていた。テレビ朝日水曜21時枠刑事ドラマと連続する形で日産の広報車が劇中で使用される。
- 木曜劇場 - 2017年10月から2019年9月までスポンサー。2021年4月よりスポンサーに復帰。三菱自動車・ホンダ・スバルから車両提供を引継いだ。
- 土曜はナニする!? - 番組内のミニドラマにてスカイライン（V37系）やノート（E13系）などの日産車を劇中車として使用。

### スポンサー・協賛
- 24時間テレビ 「愛は地球を救う」 - 日本テレビ系、第1回（1978年）から協賛[110][111]。福祉車両の大半は同社が製造している。
- NHK福祉大相撲 - 長年にわたりNHK厚生文化事業団を通して福祉車両の提供を行っている[112]。なお、公共放送である局の性格上並びに広告・宣伝放送を禁止した放送法83条への抵触から、番組内では社名等の紹介は行わない。
- グランツーリスモシリーズ - 『GTアカデミー』の公式スポンサー。
- 大坂なおみ - ブランドアンバサダー。（2018年12月 - 2021年12月）
- 木村拓哉 - ブランドアンバサダー。（2020年8月 - 2023年8月）
- 東京ディズニーリゾート - かつてオフィシャルスポンサーをつとめており、東京ディズニーランドは1992年10月1日から2006年9月3日まで、東京ディズニーシーは開園（2001年9月4日）から同じく2006年9月3日まで以下の施設のスポンサーだった。現在は撤退。
  - 東京ディズニーランド - スプラッシュ・マウンテン
  - 東京ディズニーシー - ビッグシティ・ヴィークル

### スポーツ

#### 冠大会
- ニッサン童話と絵本のグランプリ
- ニッサングリーンカップ・全国草野球大会 - 廃止
- ジェネシス・インビテーショナル - 2007年までニッサンオープンと呼ばれていた米PGAツアーの大会
- X-TRAIL JAM
- コパ・スダメリカーナ
- NISSANブルーリボン杯 - コントラクトブリッジの競技会
- 国際千葉駅伝 - 特別協賛・担当 廃止
- 横浜国際女子駅伝 - 特別協賛・担当 廃止
- WBSCプレミア12 - オフィシャルスポンサー
- リオデジャネイロオリンピック - オフィシャルスポンサー[注釈 27]
- 全国高等学校サッカー選手権大会 - 協賛社（1981年度 - 1990年度、2010年度以降は、同業者のトヨタ自動車が協賛）

#### その他スポーツ関連

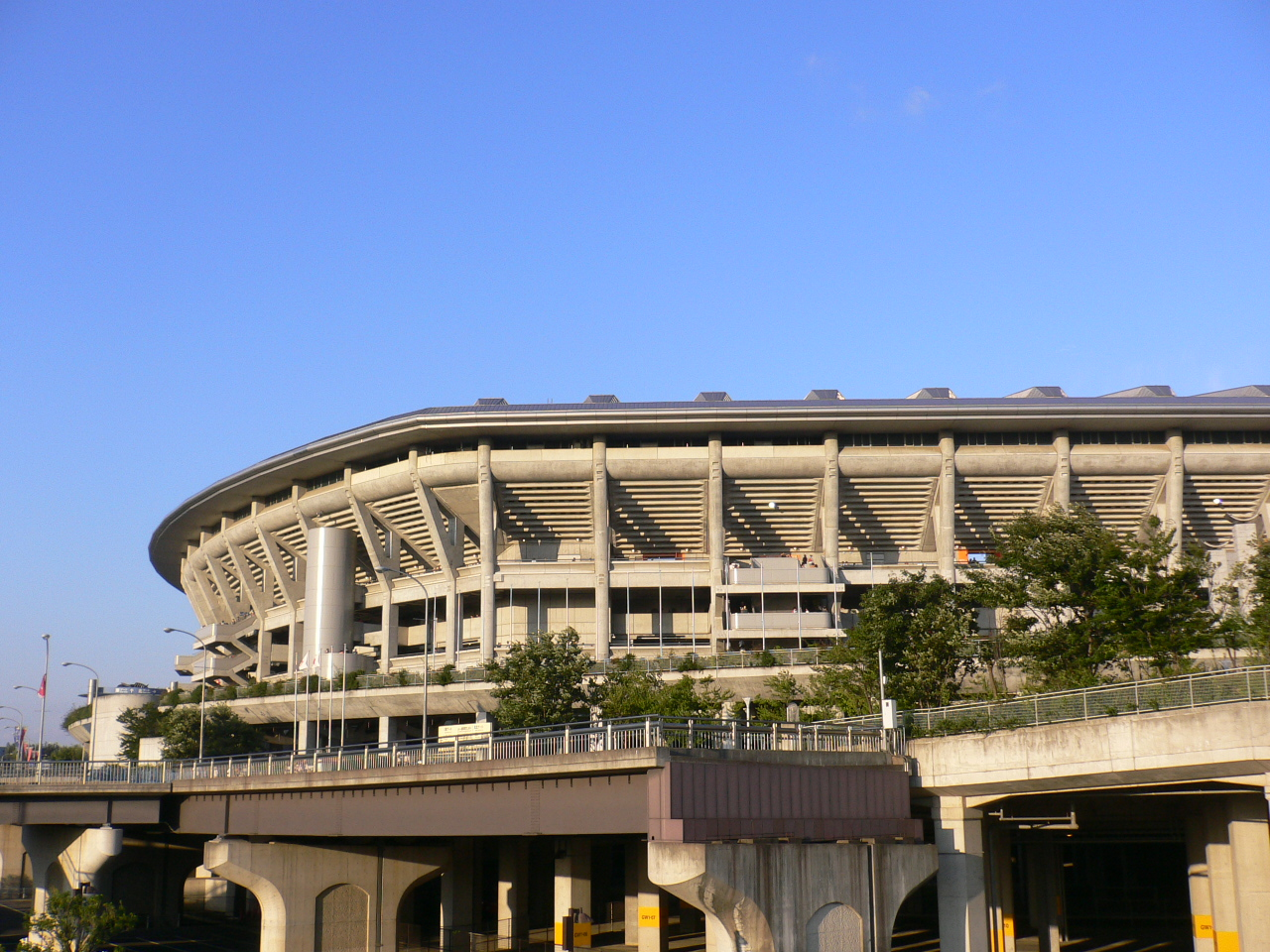
横浜国際総合競技場

- 横浜国際総合競技場 - 神奈川県横浜市港北区。
  - 2005年に命名権を取得。「日産スタジアム」と命名された。同時に新横浜公園内併設施設（小机競技場（日産フィールド小机）及び競技場内温水レジャープール施設（日産ウォーターパーク））の命名権も取得している。
  - 但しFIFA（国際サッカー連盟）では使用会場の命名権の使用が禁止（クリーンスタジアム規定）されている為、ワールドカップ予選・クラブワールドカップ等のFIFA主催サッカー国際試合開催時は競技場及び新横浜公園内併設施設の施設名が全て正式名称に戻される。
  - 2021年開催の東京オリンピックでもIOC（国際オリンピック委員会）の規定により同様の措置が取られた。
- ニッサン・スタジアム - テネシー州ナッシュビル。
  - 2015年6月24日に北米日産が命名権を取得。
- UEFAチャンピオンズリーグ - 2014年よりメインスポンサー。
- 国際クリケット評議会 - 2015年よりメインスポンサー。
- レディオシャック・ニッサン・トレック - 2012年より活動開始の自転車ロードレースチーム。
- 横浜DeNAベイスターズ - 2017年よりスポンサーシップ契約を締結。
  - 横浜スタジアム - 開場以来、日産車がリリーフカーとして起用されており（開場当初はブルーバード、のちにBe-1、エスカルゴ）、長らくスコアボード上に広告を掲出していた。2017年シーズンより再びスコアボードと照明塔に広告を掲出しており、リリーフカーとしてリーフが起用された。また、2019年に新設されたSTAR SUITES（個室観覧席）の冠スポンサーに就き「NISSAN STAR SUITES」という名称としている。
- 大阪マラソン - 2022年より大会車両を提供（大阪府内の日産ディーラーである日産大阪販売がスポンサーとして参加している。）。
- ゼロカーボンベースボールパーク（阪神タイガース2軍本拠地）- 兵庫県内の日産ディーラーである兵庫日産自動車が球団・球場双方のスポンサー契約を締結している。
- 東京箱根間往復大学駅伝競走 - 1987年から1992年まで大会車両を提供していた（後にマツダ、三菱、ホンダを経て現在はトヨタが車両を提供）。

## 事件・不祥事

### 日産自動車事件
男女で定年が異なる（55歳と50歳）ことが男女雇用機会均等法（1972年）制定前の1966年の時点でも民法90条（公序良俗違反）により違法と認められたもの。

### 栃木リンチ殺人事件
死亡した被害者と3名の加害者のうち1人が日産の工場社員で同期であり、事件発覚前に加害者を擁護するような行動があったため批判された。

### 申告漏れ
2007年3月下旬、全国の販売子会社を再編する際に販社側の債務超過を増資などで解消したことに対し、利益を得たとして600億円を超える追徴を受けた。

### 偽装派遣・派遣切り問題
2009年、日産が女性2人を派遣の期間制限のない専門業務と偽って最大3年の制限を超えて派遣労働者を受け入れていた件について、東京労働局が是正指導したと、首都圏青年ユニオンが記者会見で公表した。製造工程以外の派遣で自動車大手が是正指導を受けるのは初めてであった。労働局は直接雇用を含む雇用確保を求めたが、日産側は雇用関係にないとして組合の団体交渉を拒否し、申告した一人は5月末で雇い止めされた。また日産を解雇された5人が、偽装請負・偽装派遣によって長年正社員のように働かせられた挙げ句に解雇されたとして訴えを起こしている。多くの原告は、正社員として一旦直接雇用したのち、再び派遣社員に戻す「地位のキャッチボール」をされていたという。しかし横浜地裁は「違法性はない」として2014年に原告の訴えを退けた。

### 工場情報漏洩
2017年8月、追浜工場の検査ラインから正式発表前のZE1型リーフの画像がTwitter上に漏洩。画像を投稿したのは取引先の部品メーカー社員の男性。日産は神奈川県警に告訴し、2018年6月15日に神奈川県警は男性を不正競争防止法違反（営業秘密侵害）と偽計業務妨害の疑いで書類送検した。

### 無資格者検査問題
2017年9月29日、国土交通省の立ち入り検査によって、日産の完成検査を無資格者が行っていたことが発覚。一カ所に留まらず日産の6工場で常態的に行われており、また偽装用の判子も用意するなど周到に行われていた。この結果OEM供給を含む日本で販売した38車種116万台がリコールとなり、新車販売とCM放送は中断された。しかしこの件が発覚しても日産はすぐに謝罪会見を行わず、4日後に開いた会見では社長の西川が謝罪の言葉を口にしたものの、「無資格であっただけで品質には問題は無い」と頭を下げることはなかった。さらに10月18日、この問題を指摘された後の10月11日まで湘南工場で資格のない従業員に検査を行わせていたことが発覚。この検査はハンドルを回して角度を確認する工程で、日産では安全性を確認したとしていて新たなリコールは行わないとした。
しかし10月19日、指摘を受けた後の無資格検査が湘南工場に留まらず、追浜工場、栃木工場、日産自動車九州でも行われていたと判明。ここに至り西川社長も頭を下げて謝罪、国内向け新車全ての販売を自主停止した。また11月2日に、9月の国交省の立ち入り検査の際現場作業員が事実と異なる供述をしていたことも判明した。さらに同日、日産が生産再開準備完了を報告した工場に国交省が立ち入った際、福岡の2工場と神奈川の1工場で完成検査の手順が整っていなかったなど複数の不備が発覚、異例の再検査となった。
問題になった完成検査は日本国内向け車のみに適用されるもので、大別して（1）保安基準検査と（2）型式検査に分かれる。（2）型式検査の方法は各企業で異なるものの、国土交通省に申請し認可を受けた方法である必要があり、また（1）保安基準検査の基準と手法は全社共通である。完成検査員は、各企業内で「当該検査に必要な知識及び技能を有する者のうちからあらかじめ指名された者（＝資格取得者）」が行う必要があった。この事件により、日本の自動車生産を円滑にしていた型式指定検査制度は大きく揺らぎ、経済提携や自由貿易協定の交渉に悪影響が出ることが予想される。
一方で佃モビリティ総研の佃義夫所長は、国内の販売が減少状況で、メーカーがこの（点検）手順を費用のみがかかる形式的な行為だとしていたと分析している。また、韓国の中央日報は、他国には無い不必要な上に十分に監督されるわけでもない規制が問題の一端を提供したのだとして、日本が不要な規制を設けていたことを批判した。

### 排気ガス性能検査結果改ざん
2018年7月9日、複数の工場で、新車の出荷前に行う排気ガス性能の検査結果を改ざんしていたことが判明。出荷前に車の性能をチェックする「完成検査」の中で、数百台から数千台に1台の割合で車を選んで実施する「抜き取り検査」という工程。そこで行われる排ガス性能の測定で、思わしくない結果が出た場合、都合のいい数値に書き換える不正が国内の複数の工場で行われていた。

### ブレーキ検査の数値かさ上げ
2018年12月7日、追浜工場とグループ会社オートワークス京都の製品出荷前の完成検査工程のうち、ブレーキ、ハンドル、スピードメーターなど6項目において、全ての車を検査する全数検査の中でブレーキの制動力をかさ上げするなどの不正が発覚した。ブレーキ検査では各工場の検査員のうち1人だけが不正をしていた。安全性能を満たさない可能性があるとして、2017年11月7日から18年10月25日までに上記の工場で生産された11車種、約15万台のリコールを届け出した。

### 下請法違反
2024年3月7日、下請け業者への支払代金を減額したのは下請法違反に当たるとして、公正取引委員会から再発防止を勧告された。2021年1月から2023年4月の約2年間に部品メーカーなど下請け36社を対象に、一度決まった支払代金から計30億円超を減額したと認定した。減額幅は日産と下請け間で協議して決め、覚書も交わしていた。違法な商慣行は数十年前から常態化していたとみられ、公取委は社長を中心とする順法管理体制を整備するよう日産側に求めた。減額の総額1956年の下請法施行以来、最高額となる。日産は違反を認めており、2024年1月末に業者側へ減額分を全額支払ったという。